# 水樹奈々 スマイルギャング
『水樹奈々 スマイルギャング』（みずきなな スマイルギャング 英：NANA MIZUKI SMILE GANG）は、2002年4月5日より放送されているラジオ番組（アニラジ）。
パーソナリティは、StarCrewに所属する声優の水樹奈々と福圓美里。文化放送をキーステーションとして、NRN加盟各局で放送。略称は「スマギャン」「MSG」。

## 番組概要
番組はみんなを笑顔にすると共に少し悪いことを行う架空の団体「スマイルギャング団」の設定で、水樹を本番組におけるリーダー格としてヘッド、福圓を副ヘッドと称し、リスナーのことを団員と称している。番組の放送は集会として、番組最後に「水樹奈々 スマイルギャング、第（回数）次集会。（副題）の巻、エンディングです」とアナウンスし、副題部分にはその週の印象的なエピソードや関係する話題が入る。また、林原めぐみが「元締め」、奥井雅美が「大ヘッド」、水樹の母が「先代ヘッド」と位置づけられている。番組冒頭には「シャッス!」、オープニングパートの締めでCMに入る直前には「ブンブブン!」(2013年までは「シャッコイ!」)、番組の最後には「おつかれっした」「来週もかかってこーい」といった独特のフレーズが発せられる。他にも「にゃりーん」や「にょいーん」なども言われたこともある。
番組タイトルは、頭字語が「MSG」になるように決められ、初期に放送されたラジオドラマ『BUDDY♥PARTY!』の舞台マジカル・スクエア・ガーデンや、初期のコーナー「水樹奈々就職ギャング」の頭文字もMSGとなっている。またインターネットラジオ「超!A&G」での番組紹介や、番組本「シャッス!!」シリーズをはじめとした番組初期等においては、中黒付きの「水樹奈々 スマイル・ギャング」の表記も存在している。
スポンサーは一部の地域を除きキングレコード（KING AMUSEMENT CREATIVE）であるが、提供クレジットのアナウンスは#1191まで行われず、2025年2月の#1192から水樹による事前収録の提供アナウンスが挿入されるようになった。CMでは通常、水樹奈々のCDやDVD・BDのCMが3本放送されるが、そのうち1本を、福圓との共演による番組オリジナルのCMとしている。
番組開始からイーエス・エンターテインメントの外部制作番組で、同社制作の『有限会社チェリーベル』とは姉妹番組との位置づけにあり、お祝いコメントや番組関連グッズなどで交流があったが、同番組の地上波の放送が終了した2008年10月以降は、番組のプロデュースやスポンサー面でもイーエス・エンターテインメントが撤退し、キングレコードがスポンサーで文化放送（厳密には同社の子会社のセントラルミュージック）が制作する番組になっている。
メインパーソナリティの水樹が大のプロ野球の阪神ファンということもあり、番組前半は毎年のペナントレース開幕時に優勝予想をするなど、野球全体もしくは阪神タイガースに関するトークをすることがある。他のスポーツのトークもするが、オリンピック等の国際大会の話題に触れるくらいである。
『水樹奈々のMの世界』 (TOKYO FM) とは2011年6月18日放送の『Mの世界』#101に本番組とのコラボレーション企画を実施している。放送は福圓がゲスト出演で本番組のスタッフも派遣していた。
番組オープニングテーマ曲は、東京スカパラダイスオーケストラ「ルパン三世'78」を、エンディングテーマ曲は鈴木茂「コーラル・リーフ(オムニバス・アルバム「PACIFIC」収録曲)」を使用。ただし、YouTube配信では権利の関係から差し替えられ、2025年4月時点でオープニングは水樹奈々の楽曲「拍動」の間奏、エンディングは無音とされた。
本番組の聴取率については2024年2月4日放送（#1140）の「奈々バース!」にて2023年12月度首都圏（関東地区）ラジオ聴取率調査において「30 - 40代男性リスナー聴取率において第1位を獲得」と発表している。さらに、2024年度2月度では男性全体、学生部門でそれぞれ1位を獲得している。
なお、文化放送A&Gゾーンで放送されている現役番組としては本番組が最長寿番組となっている。2022年4月には放送1000回を記念して文化放送から表彰された。また、2025年3月を以て『ノン子とのび太のアニメスクランブル』が終了したことに伴い、2025年4月の現在においては文化放送で放送・配信中の現役のアニラジ番組の中でも最長寿番組となった。

## 放送局
（2025年4月現在）
- 放送局全局がFM補完放送とradiko.jpによるインターネット配信を行っている。CM欄の◯はキングレコードのスポンサードネット対象局

| 放送地域   | 放送局                     | 放送時間            | 放送期間     | 放送時間変遷 | CM | 備考             |
| ---------- | -------------------------- | ------------------- | ------------ | --- | -- | ---------------- |
| 関東広域圏 | 文化放送（QR）             | 日曜 23:30 - 翌0:00 | 2002年4月 -  | - 土曜 2:30 - 3:00（金曜深夜）（開始 - 2002.9） - 火曜 21:00 - 21:30（2002.10 - 2003.3） - 木曜 21:30 - 22:00（2003.4 - 2008.9） | ◯  | 制作局           |
| 愛媛県     | 南海放送（RNB）            | 日曜 23:30 - 翌0:00 | 2009年4月 -  | - 月曜 0:00 - 0:30（日曜深夜）（2009.4 - 2010.10.3）                                                                             | ◯  | 水樹奈々の出身地 |
| 福島県     | ラジオ福島（rfc）          | 日曜 23:30 - 翌0:00 | 2012年10月 - | - 土曜 22:30 - 23:00（2012.10 - 2013.3）                                                                                         | － |                  |
| 長野県     | 信越放送（SBC）            | 日曜 23:30 - 翌0:00 | 2012年10月 - | | － |                  |
| 配信地域   | 配信サイト                 | 配信時間            | 配信期間     | 備考 | CM |                  |
|            | YouTube 水樹奈々チャンネル | 翌週金曜19:00 更新  | 2025年4月 -  | 2025年3月までは番組公式サイト内で最新回のみ オープニングトーク・メイン企画・いよっ!愛媛部分を配信                                | － |                  |

### 過去の放送局
| 放送地域       | 放送局              | 放送時間変遷 | 放送期間               | CM |
| -------------- | ------------------- | --- | ---------------------- | -- |
| 山梨県         | 山梨放送（YBS）     | 火曜 21:00 - 21:30 | 2012年10月 - 2013年3月 | － |
| 山形県         | 山形放送（YBC）     | 月曜 18:30 - 19:00 | 2013年4月 - 2013年9月  | － |
| 長崎県・佐賀県 | 長崎放送（NBC）     | 日曜 23:30 - 翌0:00 | 2012年10月 - 2015年3月 | － |
| 石川県         | 北陸放送（MRO）     | 日曜 23:30 - 翌0:00 | 2012年10月 - 2022年3月 | － |
| 近畿広域圏     | ラジオ大阪（OBC）   | - 水曜 0:30 - 1:00（火曜深夜）（開始 - 2005.3） - 木曜 0:00 - 0:30（水曜深夜）（2005.4 - 2009.3） - 日曜 23:30 - 翌0:00（2009.4 - 2025.3） | 2002年4月 - 2025年3月  | ◯  |
| 中京広域圏     | 東海ラジオ（SF）    | - 日曜 22:30 - 23:00（2003.4 - 2008.9） - 月曜 1:00 - 1:30（日曜深夜）（2008.10 - 2009.10.4） - 月曜 0:30 - 1:00（日曜深夜）（2009.10.11 - 2010.3） - 月曜 0:00 - 0:30（日曜深夜）（2010.4 - 2019.3） - 日曜 23:30 - 翌0:00（2019.4 - 2025.3） | 2003年4月 - 2025年3月  | ◯  |
| 福岡県         | 九州朝日放送（KBC） | - 水曜 0:30 - 1:00（火曜深夜）（2009.4 - 2010.4.6） - 月曜 0:35 - 1:05（日曜深夜）（2010.4.13 - 2021.3） - 月曜 0:30 - 1:00（2021.4 - 2025.3）                                                                                                 | 2009年4月 - 2025年3月  | ◯  |
| 北海道         | STVラジオ（STV）    | - 月曜 0:30 - 1:00（日曜深夜）（2010.4 - 2010.12） - 日曜 23:30 - 翌0:00（2011.1 - 2025.3） | 2010年4月 - 2025年3月  | ◯  |

### 変遷
水樹が出演していた『水樹奈々と仲西環のみずたまフレンズ』の番組枠を引き継ぎ、文化放送とラジオ大阪で放送開始した。両局ともに放送開始時の2002年度上半期は深夜番組だった。文化放送では同年度下半期に入り21時 - のナイターオフ枠。2003年プロ野球シーズン突入に伴いナイター直後の21時30分 - に移る。この放送時間に移って以降プロ野球シーズンには、文化放送ライオンズナイター延長により休止となる回があった。その他放送時間変更時の調整で、文化放送のみの放送となった回が1回（2002年9月20日 #26）、ラジオ大阪のみの放送となった回が1回（2003年4月1日 #52.5）ある。
東海ラジオは2003年4月6日放送の#53からネット開始。水樹は同じイーエス・エンターテインメント制作の前番組『ESアワー ラジヲのおじかん』から引き続いての出演となった。
北京オリンピック野球予選日本対台湾戦の放送のため文化放送同年8月14日放送予定分（#333）は東海ラジオ・ラジオ大阪向けの裏送りとなったが、後日番組公式サイトでダイジェスト放送を配信している（8月22日更新分で対応）。
同年9月16日の文化放送定例会見の席上で火曜〜木曜の平日夜9時台を「骨太・文化放送的カルチャープログラム」にすることが明らかになり、これを受けて2003年4月3日より放送してきた毎週木曜日21時30分 - 22時の時間帯に別れを告げることとなった。その直後の#338の放送で「文化放送は10月5日〜毎週日曜日、東海ラジオは10月5日〜毎週日曜日、ラジオ大阪は変更なし」と10月からの放送時間について第1報を伝えた。その翌週の#339の放送で文化放送は次回から毎週日曜日23時30分 - 24時（現行）に、東海ラジオは次回から毎週日曜日25時 - 25時30分に放送時間変更をする正式発表を行った。また、その日のオープニングで「日曜夜11時30分にヘッド・副ヘッドは普段何をしているか？」というスタッフからのお題に答えていた。
2009年3月22日放送の#364にて、4月よりラジオ大阪の放送時間が日曜23時30分 - 24時（文化放送の放送時間と同じ）に変更、さらに九州朝日放送で毎週火曜、南海放送で毎週日曜のネットを開始する旨の発表があった。2003年に東海ラジオにネットされてから実に6年ぶりのネット拡大で、さらに水樹の出身地である愛媛県でのネット開始になる記念すべき回になった。
2010年3月21日放送の#416にて、4月より東海ラジオの放送時間が日曜24時 - 24時30分に、九州朝日放送の放送日が毎週日曜24時35分 - 25時05分にそれぞれ変更されることと、STVラジオへのネット拡大（毎週日曜24時30分 - 25時）が発表された。これ以降2012年度上半期までは全ての放送局で日曜日の放送となった。
2011年3月13日放送の#467は東北地方太平洋沖地震（東日本大震災）の影響により、文化放送では報道特番のため放送休止。その他のネット局では放送されたが、地震への配慮からか内容の一部変更がなされ、「スマギャン専門キャンパスライフ」が予告なしに打ち切られた。
2012年9月16日放送の#546にて、山梨放送・信越放送・北陸放送・長崎放送の4局でのネットが開始される旨の発表があった。この時点では決まっていなかったが、ラジオ福島もネット局に追加、出演者からネット開始初回を前にして告知されることとなった。遅れ放送となる山梨放送（毎週火曜）とラジオ福島（毎週土曜）は#548（文化放送では9月30日放送分に相当）から、同時ネットとなる信越放送・北陸放送・長崎放送の3局は#549（10月7日放送分）から放送開始となる。なお、この時追加された5局については、キングレコードのスポンサードネット対象から除外されており、このうち同時ネットの3局については、選挙特番が入る週は番組返上となる場合があり、国政選挙・都知事選挙の場合は、前週の放送でその旨が出演者から告知される。
2013年3月24日放送の#573にて、ラジオ福島が4月7日から同時ネットに変更されることと、山形放送へのネット拡大（4月1日より毎週月曜18時30分 - 19時）が発表され、同時にこの回（3月26日）をもっての山梨放送のネット打ち切りが告知された（元々ナイターオフ編成枠での放送であり、4月2日よりプロ野球中継枠となるため）。ラジオ福島は放送時間変更時の調整で#574（文化放送では3月31日放送分に相当）を未放送とした上で#575から同時ネットとなり、山形放送は#574から開始となる。しかし、この改編の新規ネット局であった山形放送も、文化放送の全国ネット番組『ココロのオンガク 〜music for you〜』との兼ね合いから、#599（9月23日。文化放送では9月22日放送分に相当）を最後に半年で終了した。ここでは山梨放送の事例とは異なり番組内での告知はなく、典型的な打ち切り終了であった。これにより1年ぶりに全ての放送局で日曜日の放送に戻った。
その後長崎放送 （2015年3月29日 #678）・北陸放送 （2022年3月27日 #1043）においても、山形放送同様に番組内での告知なしで打ち切りとなっている。
2019年3月31日放送の#887にて、東海ラジオが同時ネットになることが告知された。同局ではネット開始以来初めての同時ネットとなる。
他のキングレコードが提供する番組では2016年から2019年にかけてネット局の縮小が相次ぎ制作局のみの放送が続く中でも、本番組についてはネット局の見直しを行わず引き続き基幹地域各局のネットを継続していたが、2025年春改編にて文化放送と南海放送を残して基幹地域でのスポンサードネットを終了し、3月30日放送分（#1200）でラジオ大阪・東海ラジオ・STVラジオ・九州朝日放送での放送終了が告知された。また同改編ではWeb配信が番組ホームページ内からYouTube水樹奈々公式チャンネルに移管された。

## 番組進行
- オープニング（水樹と福圓の軽いトークの後、水樹がタイトルコールを発する）
- オープニングトーク企画（2025年現在は「奈々バース!」）
- CM（スポンサードネット局はこの前に提供読みを挿入）
- メイン企画（2025年現在は「スマギャン玉手箱」）
- CM
- 曲（「ナナ色メール」がある場合はこの前に実施）
- CM（この枠の水樹のCMは水樹と福圓によるコント仕立て）
- エンディング（スポンサードネット局はこの前に提供読みを挿入。最後は「かかってこーい」の掛け声で締められる）

スペシャル企画（水樹の誕生日、罰ゲーム、新曲発表、ライブ振り返り企画など）がある週は、オープニングトーク企画・メイン企画の全編と曲の一部の時間が充てられる。

## スタッフ
パーソナリティ2人を含めて「チームスマギャン」と呼ばれる。
- 田所健太郎 - ディレクター（2002年 - ）
- オンダユウ - 構成作家（2013年4月 - ）
- マツバラ - プロデューサー （2004年 - ）
- フルカワ - AD（2021年 - ）

以前のスタッフ
- 関根宏幸 - AD（2007年3月30日収録・4月5日放送分まで）
- 関口賢 - プロデューサー
- 今浪祐介 - 構成作家（2012年度まで）
- 植木淑江 - AD

## コーナー

### 現在のコーナー
- 奈々バース!
2022年4月3日 #1034 -
奈々空間に無数に散りばめられた水樹の断片を一つピックアップし紹介するコーナー。出だしはピックアップするテーマをつけて語る。タイトルはメタバースと水樹奈々をかけたもの。
- スマギャン玉手箱
2025年3月30日 #1200 -
水樹が抽選ボックスからランダムで引いた次回予告文を元に、番組スタッフが予告文に因んで考案してひねり出した企画を水樹または福圓との二人が挑戦する。予告文は当初番組スタッフが用意したものを引き、その後発表翌週の2025年4月7日（#1201）放送以降はリスナーからも募集する形とし引き当てた予告文とともに発案したリスナー名も紹介される。
- 奈々インフォ
エンディング内のコーナー。水樹の音楽作品の発売予定やライブ開催予定を告知する。
福圓が所属する劇団「クロジ」の公演予定がある場合には、それも合わせて告知する。
- いよっ！愛媛!
2016年4月10日 #732 -
毎回水樹の故郷・愛媛県関連の最新ニュースを一つ紹介し、水樹・福圓がコメントするエンディング内のコーナー。
2021年序盤には事前の複数回収録が基本となったため1月24日（#982）を最後に一時休止し、3月28日（#991）に福圓が代行する形で復活した。

### 不定期コーナー
- 新曲紹介
水樹のシングルまたはアルバム発売前の初オンエアにあわせ、楽曲紹介を行う。新曲の制作意図や背景・エピソードなどを紹介し、最後に新曲をオンエアする。基本的には単発のスペシャル企画として通常のコーナーを休止して行われるが、一部の年度ではメイン企画の一環として行われ2012・2013年度は「7つのチャンネル」のアーティストチャンネル、2014-15年度は「スマギャン七福神」の一部として行われている。
- 語りまくりスペシャル
水樹のライブツアーや大型単発ライブの終了直後収録の放送にて、通常のコーナーを休止し「コンセプト」「衣装」など複数のカテゴリに分けライブを振り返るトークを行う拡大企画。なお中小イベントやツアー途中のエピソードについてはオープニングトーク企画にて語られる。
- ナナ色メール
2002年4月12日 #2 - （公式には2002年5月3日 #5 - ）
「うれしい」「笑った」「怒った」「悲しい」「はてな」「ビックリ」「ジーン」の7つのテーマでメールを募集・紹介するふつおたコーナー[4]。複数のテーマを指定することも認められ、2つ以上の場合は「ビックリ&はてなメール」というように紹介される。
当初は原則毎週行われていたが、新曲リリース前の曲紹介の回や罰ゲーム大会などスペシャル放送が行われる回などでは中止になることも多かった。逆に、主に第5日曜日のある週では通常のコーナーが休止となり、ナナ色メールスペシャル回として放送されることがあった。
2012年度「七つのチャンネル」でのメールチャンネル企画の開始などの要因もありレギュラー回の実施も次第に減少しごく稀にしか行われなくなった。2014-15年度は主にナナ色メールスペシャル回が不定期に行われ、2016-17年度はスペシャル回が「スマギャンセブンダイス」の一環として組み込まれた。「スマギャンセブンダイス」が終了した2018年度からは、再度レギュラー回の実施が増加している。
かつてはナナ色メールスペシャル回でメールが採用されると、水樹がメールの内容に沿ったラジオネームを命名していた。
2020年4月26日から5月10日にかけての#943 - 945では、新型コロナウイルス緊急事態宣言の発令を受け#942と合わせ4回分をまとめて収録し「スマギャンことわざクエスト」の代替として「3週ぶち抜きナナ色メール」を行った。また、2021年1月24日と31日の#982,#983は水樹の産休に伴い#981とまとめて3回分収録し2週連続で本企画を実施。以降の産休明けまで「スマギャンことわざクエスト」「スペシャル募集メール」を交互に行った。
- スペシャル募集メール
不定期に出題されるテーマに沿ってメッセージを募集し、後日投稿を紹介する。採用者には番組ステッカー「スマギャンエンブレム」を1枚プレゼントするとともに、水樹の最も気に入ったメール「MVM(Most Valuable Mail)」の投稿者にはエンブレムが更にもう一枚プレゼントされる。2014・2015年度のメインコーナー「スマギャン七福神」シリーズの一環として開始され、一部の年度ではメイン企画の一環として行われ2016・17年度は「スマギャン、セブンダイス」の一環、2019 - 2022年度は「スマギャンことわざクエスト」にて企画本編の終了後にその週のことわざに因んだテーマを出題する場合もありメッセージ紹介は単独企画として実施。

### 罰ゲームコーナー
番組当初より不定期に予想企画を行い不的中者に罰ゲームを執行する。2007年より「罰ゲームポイント」と称して予想企画や対決企画にてポイントを付与し、毎年の年内最終放送にて主にポイントの高い1名に1年分の罰を「罰ゲームスペシャル」としてまとめて決行する体制となっている。主にプロ野球の優勝チームやスポーツの国際大会（主にFIFAワールドカップ優勝国予想、ワールド・ベースボール・クラシック日本代表の最終結果）の予想を行い、外れるとポイントが付与される。
プロ野球予想
番組当初はプロ野球シーズン序盤にセントラル・リーグの優勝予想（水樹は毎年阪神と予想する）を行い、その後予想結果に応じて罰ゲーム企画「阪神優勝記念!美里の罰ゲーム（阪神優勝時）」「阪神優勝逃したよ記念!ヘッドの罰ゲーム（阪神が優勝を逃したとき）」が行われた。
2006年と2007年はいずれも水樹が阪神、福圓が巨人に投票したものの中日優勝のため両者の罰ゲームを行った。
2009年から2013年はセ・リーグに加えパシフィック・リーグを合わせた両リーグの日本シリーズ進出チームの予想を実施。2013年は予想を外した場合各リーグ毎に通常1ポイント付与のところ予想チームが最下位の場合5ポイント加算、最大で両リーグ予想共に最下位の場合10ポイント加算としていたが、水樹は阪神・西武（結果はいずれも2位）、福圓は巨人・楽天（結果はいずれも優勝）を予想しいずれも最下位にはならなかったため適用されなかった。
2014−2019年・2021-2023年のプロ野球予想は日本一球団の予想を行い、予想チームがリーグ戦をAクラス順位でクライマックスシリーズや日本シリーズで敗退した場合1ポイント付与、またはBクラス順位でリーグ戦を終えた場合3ポイント付与のルールで実施。福圓は毎年主にパ・リーグ球団を予想に挙げている。
2017年は水樹・福圓の個人予想に加え予想発表週（2017年4月2日 #783）にゲスト出演した水瀬いのりを交えた「いのりチャンス」を実施。水瀬が日本一予想に選んだ球団（巨人を予想）が日本一となるとチャンス使用者の罰ゲームポイントが3ポイント減算、Aクラスで日本一を逃した場合1ポイント・Bクラス順位での終了の場合は3ポイント加算となり、使用した水樹には最終的に自身が予想した阪神のAクラス終了による1ポイントに加え水瀬が予想した巨人のBクラス終了による3ポイントの合計4ポイントが加算された。
2020年のみ変則日程に伴いセ・パ両リーグのレギュラーシーズン優勝球団の予想を行い、2009-2013年の両リーグ日本シリーズ進出予想と同様に不的中時は片方のリーグにつき1ポイントで最大2ポイント加算となった。
2023年は番組開始以来初めて阪神が日本一となったため、罰ゲームポイント制度開始以来、プロ野球予想では初めて水樹が的中となり、水樹に罰ゲームポイントが付与されなかった。
2024年はセ・パ両リーグのレギュラーシーズン優勝球団予想を行い、不的中時は各リーグ毎に2014年以降の通常ルールと同様にAクラス順位終了で1ポイント・Bクラス順位終了で3ポイント加算で最大6ポイントの加算とした。
オリンピック関連予想
2018年平昌オリンピック以降、日本選手団の金メダル数予想を中心に五輪関連の予想を出題。日本の金メダル数予想は平昌では完全的中制で不的中者に付与、東京以降は完全的中または最近似の予想とならなかった一方に1ポイント付与とする。
平昌オリンピックではに日本の金メダル数予想を行い不的中で1ポイント付与とした。
2021年東京オリンピック時には金メダル予想に加え日本選手団総メダル数と野球日本代表の成績（5位以下・4位・銅メダル・銀メダル・金メダルから選択）の予想も行われメダル数予想2問については完全的中または最近似の予想を行わなかった一方に付与とし各予想の不的中1問に付き1ポイントで最大で3ポイント加算とした。
2022年北京オリンピック時には日本金メダル数予想のみで完全的中または最近似の予想を行わなかった一方に1ポイント付与とした。
2024年パリオリンピック時には日本金メダル数予想に加え予想発表週（2024年7月22日 #1164）にゲスト出演した堀江由衣を交えた「ほっちゃんす」を実施、堀江が開会式の最終聖火ランナー（今大会に出場するアスリート・過去のオリンピック出場アスリート・オリンピックに出場経験のないアスリート・アスリート以外から選択、アスリート以外と予想）の予想をし堀江の予想が的中するとチャンス使用者の罰ゲームポイントが2ポイント減算・不的中で2ポイント加算となりじゃんけんで勝った水樹がほっちゃんす予想を使用、その後堀江の不的中に伴い水樹に加算された。
その他
プロ野球以外を含めると2002年FIFAワールドカップが最初。FIFAワールドカップについては主に優勝国予想をし不的中または本大会に出場していない国を選択した場合1ポイント付与、これに加え2014年・2018年大会時には日本代表最終結果の予想(グループステージ敗退・ベスト16・ベスト8・ベスト4・3位・準優勝・優勝のいずれかから選択)も行われ外れれば1ポイント付与となった。2022年大会時は予想を行わなかった。
水樹がNHK紅白歌合戦に出場していた2009年から2014年までは紅白の勝敗予想を行い、水樹が自身の属する紅組・福圓が白組を選択し、白組が勝利の場合は水樹に、紅組が勝利の場合は福圓に罰ゲームポイントが翌年初めに1ポイント付与された。
2015年の放送700回記念企画「スマギャン大運動会」では、敗者に罰ゲームポイントが2ポイント付与された。
2019年にはラグビーワールドカップ2019に出場する日本代表の成績予想（グループリーグ敗退・ベスト8・ベスト4・3位・準優勝・優勝から選択）が行われ、両者ともグループリーグ敗退を予想したもののベスト8進出となり1ポイントずつ付与された。
2024年は1月から10月まで月1回の頻度で月替わりの内容で予想対決を出題し、2024年11月3日放送 #1179にて10月期の最終対決として2022年の「ことわざクエストXX」最終対決と同様のルールで「スマギャン帯きぶん」で過去に展開した企画に関するクイズを複数用意して1回毎に最大3点まで賭け点を設定し成功すると賭け点分を減算・失敗すると加算するルールで年内の罰ゲームポイントを確定させた。
2025年は新春スマギャンすごろく・プロ野球予想に加えて、「罰ゲームポイント争奪サイコロ対決」を毎月1回最終週に実施。20面体サイコロを振り出目の小さい方に罰ゲームポイントを1ポイント加算する形とし水樹・福圓それぞれが年1回に限り振り直しができるルールとした。
各年詳細
- 2002年
  - 水樹「コラ!おじさんドッキリ・くさや・首にストローで息を吹きかける」
- 2003年
  - 福圓「口の中にぶち込まれて、衝撃な物ランキング！」
- 2004年
  - 水樹「（有）チェリーベル」で1日AD体験」
- 2005年
  - 福圓「福圓美里アフロの儀(アフロのヅラを装着しモノマネ・福圓母と電話・ロンリートーク)」+「プロテイン美里」を流すドッキリ
  - 水樹 ⇒ 免除（「ETERNAL BLAZE」オリコン2位記念のため。ただし、この年は阪神はリーグ優勝した）
- 2006年「奈々と美里のテレパシーで完成！史上最強のレインボージュース！」
  - 水樹と福圓の二人がそれぞれお題となる色から連想されるものを同時に発表し、一致していたらその色の「ステキな食材」、不一致なら「激しい食材」を入れ7つの食材が揃った所でミキサーにかけてドリンクにする。
  - 飲み干すのが遅かった水樹に「紅葉どう？で2分間トーク」の罰ゲームが課せられた。
- 2007年「スマギャン罰ゲーム FORMULA 2007-2008」
  - 水樹 (1ポイント) サテライトスタジオの前でのライブ・girl's ageドッキリ
  - 福圓 (3ポイント) 青汁とプロテインを混ぜた「青テイン」でのどを潤しながら、足ツボマッサージをされつつ、プロテイン美里を歌う。
- 2008年「大罰ゲームスペシャ乱Q」
  - 水樹 (5ポイント)⇒(3ポイント)絶対にうそを言って（否定して）はいけない記者会見・エア実況中継（1000匹のナメクジに襲われる自分）・アイドル100％全開ラジオ「あなたとスマイル」@照れ笑いしたらトマトジュース一気飲み
  - 福圓 (2ポイント) ⇒ (0ポイント) 免除
- 2009年
  - 水樹 (10ポイント) ⇒ (4ポイント)　水樹奈々一人ショートコント@浜松町ストリート（酔っ払ったチンパンジー）・ホットトマトジュース・水樹のキスを数えましょ
  - 福圓 (6ポイント) ⇒ (0ポイント) 免除
- 2010年
  - 水樹（44ポイント）耳元風船爆発・母にセクシーメール送信・サテライトスタジオ前で恥ずかしフレーズ40連発（途中で工藤公康氏と遭遇。）
- 2011年「東京ドームで酔った水樹奈々を今度はお酒で酔わせてみよう」
  - 例年と異なり福圓のポイントで水樹のポイントを相殺せずに2人とも罰ゲーム。用意された奈々のポイント数と同じ13種類のアルコールを全10回戦で1 - 10のトランプ10枚から1枚を出しての数比べで数の大きいほうが勝つ（ただし1は10に勝てる）「トランプジャンケン」をして負けた方が飲む。
  - 水樹 (13ポイント)
    - 種々のアルコールコップ5杯（梅酒・ビール・スパークリングワイン・白ワイン・スピリタス）+セクシーなラジオ番組。差分の3P分を「水樹奈々駆けつけ三杯」として先に水樹が自ら選択した梅酒・ビール・スパークリングワインを飲む。

  - 福圓 (10ポイント)
    - 種々のアルコールコップ8杯（マッコリ・ウイスキー・日本酒・麦焼酎・ジン・赤ワイン・芋焼酎・米焼酎）
- 2012年「ちはやぶるぶる罰ゲームかるた」
  - ポイント同点のため2人とも罰ゲーム。用意された「あ」から「ん」までその文字から始まる罰ゲーム内容が書かれた50音カルタを天の声（AD植木）の読み上げで取り合い、取れなかった方が読まれた札に書かれた罰ゲームを行う。
  - 水樹(2ポイント)
    - カルタ罰ゲーム9種：SMの女王様が言いそうな言葉を感情を込めて言う、海苔を一気に10枚口に入れる、猪木さんのモノマネで勇気の湧く一言、トマトジュースを美味しく飲んでCMにありそうな言葉を言う、ネギを持ってオリジナルダンス披露、声優人生史上最も可愛い声で自己PR、ソーセージの歌をオリジナルで歌う、ツンデレなセリフをどうぞ、美味しそうに虫を食べる

  - 福圓(2ポイント)
    - カルタ罰ゲーム6種：やさしく耳に息を吹きかけられる、来年1月のスマギャンでずっと「段々腹」というミドルネームを言う、くさい臭いを嗅ぐ、虫を食べる、ヨーロッパでウケる一発ギャグを披露、ロンドンとかけまして
- 2013年
  - 水樹 （-7ポイント）
  - 福圓 （-3ポイント）
  - 2013年12月8日#610にて、2013年11月10日 #606で予想した水樹・福圓両者の流行語大賞の年間大賞予想的中特典と「7つのチャンネル」アーティストチャンネル「紅白歌合戦クイズfeaturingスマギャン的罰ゲームポイント」企画のクイズ正解特典の罰ゲームポイントサイコロ減点チャンスで罰ゲームポイントを両者とも最終的にマイナスに確定させたため年末の罰ゲーム企画なし。
  - 一方、2013年10月13日 #602での「史上最大の団員お任せチャンネル」企画で用意されたものの話されなかった話題数13が水樹・福圓どちらのものでもない罰ゲームポイント13Pとして発生し、翌年1月19日に開催された「NANA WINTER FESTA 2014」2日目でのスマギャン公録にて観客とともに13P分の公開罰ゲームを執行。奈（水樹）、美（福圓）、有明コロシアム内座席を4分割した東・西・南・北の書かれたサイコロを振って出た目でいずれかの人物に罰ゲームを実行させた。罰ゲームの模様の一部は2014年1月26日 #617で放送。
    - 愛のガチゼリフ全力リピート（南側観客・福圓）、スマギャン偉人館・滝川クリステル（東側観客）、その場でグルグル目が回るほどに7回転（南側観客）、空気椅子でトークを聞く（北側観客・水樹）の4件の罰を執行。西側観客には一度も当たらず、事実上の「免除」となった。
- 2014年
  - 水樹（4ポイント）⇒ (3ポイント) 
    - 前半1件は文化放送本社サテライトプラス前、後半2件はスタジオ内で実施。
      1. 水樹奈々良い所ラップを声高らかに歌い上げてアピールし通行人を引きつけてから「ようかい体操第一」を全力で踊る
      2. 冷え冷えおでんで熱々おでんリアクション芸を演じる
      3. 福圓美里良い所即興ラップを歌いながら風船ボンバー

  - 福圓（1ポイント）⇒ (0ポイント)  免除
- 2015年「美里と遊ぼう！」
  - 水樹(2ポイント) ⇒ (0ポイント)　免除
  - 福圓(5ポイント) ⇒ (3ポイント)
    - スタジオ内でポイント数と同数の3つの罰ゲームを実施。
      1. ドキドキクエスチョン - 答えるのにドキドキする質問として、福圓の今までお付き合いした男性の人数と貯金額の桁数多いのはどっち？・スマギャンスタッフで一番嫌いなのは誰？・袋の中身は何だろな？（中身：イナゴ）に正直に答える。
      2. イボイボジェスチャ - 足つぼマットに乗りながらジェスチャークイズを出題し水樹が解答する。
      3. ビリビリジェンガ - 手にビリビリマシン（低周波治療器）を装着し電気を流しビリビリに耐えながらジェンガを5本抜き上に積む挑戦を行った。

    - このほか、「ビリビリジェンガ」にて5本成功のノルマを達成できずペナルティとして「今年の大晦日12月31日にTwitterにとびきりの変顔写真をアップする」が与えられた。
- 2016年
  - 2016年最終放送で水樹の新アルバム「NEOGENE CREATION」の紹介を行ったため、2017年1月1日 #770で「新春罰ゲームスペシャル」として放送。
  - 水樹(3ポイント) ⇒ (1ポイント) 
    - 罰が1つ入った3つの選択肢から2つを選び引きが良ければ罰を回避可能な4つの罰を用意。
      1. イヤ～ンなセリフ - 3枚のセリフ付きカード（A:皆さん遅くまでお疲れ様です B:おせち料理食べすぎないようにね C:こんなに大きいの入らないよ、だめ壊れちゃう）から2枚選び、それをセクシーに読み上げる
      2. ミッションインポッシブル - 3つの指令付き封筒（A：三三七拍子をやる B：奈々オリジナルのPPAPをする C：万歳三唱をする）から2つ選び、出た指令に従う
      3. ビリビリペン - 電流が流れるペンが1本入った3本のボールペンから見た目だけで2本選び、順番に頭をノックしていく
      4. お皿の中身は何だろな？ - 蓋をして中身が見えない3つの皿(A：ざざむし B：かっぱえびせん C：サッポロポテト)から2つ選んで順番に食べる

    - 「イヤ～ンなセリフ」ではA・Cを選択し罰執行、「ミッションインポッシブル」ではA・Cを選び回避、「ビリビリペン」ではC・Bを選び回避、「お皿の中身は何だろな？」ではAを選び罰執行。

  - 福圓(2ポイント) ⇒ (0ポイント) 免除
    - ただし「ビリビリペン」にて水樹の回避後に実際にビリビリするかの確認で電流ペンに触れた。
- 2017年「美里がチョメチョメしてあ・げ・る」
  - 水樹(6ポイント)⇒(5ポイント)
    - 福圓が選んだ5つの罰ゲームを受ける。決行前には「いのりチャンス」で罰ゲームポイント増加に加担した水瀬いのりからの謝罪の手紙を美里が朗読した。
      1. 美里が奈々さんにマッサージしてあげる - 普段水樹がマッサージをしていないおっぱいを福圓が背後から揉む。
      2. 美里が奈々さんの写真を撮ってあげる - 福圓のスマートフォンで水樹の変顔写真を撮りまくり一番気に入った写真をTwitterに投稿[24]。
      3. 美里が奈々さんをスッキリさせてあげる - 福圓がティッシュで紙縒を作り水樹の鼻の穴に突っ込みくすぐらせスッキリさせる。
      4. 美里が奈々さんの実力を知らしめてあげる - 予め用意されたオリジナル台本(お題：潜入捜査官)を水樹が初見で読み皆で酔いしれる。
      5. 美里が奈々さんにご馳走してあげる - 虫の盛り合わせ(バッタ・蚕・コオロギ(成虫と幼虫)・ゾウムシの幼虫)の中から1つ選んで食す。

  - 福圓(1ポイント)⇒(0ポイント) 免除
- 2018年「2018年の出来事、振り返っては罰ゲーム!」  
  - 水樹(7ポイント)
    - 2018年の流行や出来事に因んだ罰ゲームを執行。前半4件は浜松町文化放送前にて離れた場所からスタッフ監視のもと通行人に向かって実施し、後半3件はスタジオ内で実施。
      1. 羽生結弦の平昌オリンピック金メダルに因み華麗なるスピン&ジャンプを見せつける
      2. DA PUMP「U.S.A.」大ヒットに因みU.S.A.ダンスを見せつける
      3. 横綱白鵬の最多41度目優勝に因み華麗なる土俵入りを見せつける
      4. なまはげの無形文化遺産登録に因み「悪い子はいねえが」と呼びかける
      5. カーリング女子「そだねー」の流行語大賞受賞に因み福圓の出す質問（今日みたいな寒い日でもTバックですもんね、本当はオフの日はずっとパチンコですよね、ご飯食べ終わった後爪楊枝でシーシーやってますよね、スタッフがミスをするとすっごくでっかい音で舌打ちしますよね、この前おならしたの小曽根マネのせいにしてましたよね、収録中たまにオンダさんの股間を見ていますよね、絶倫って言われるの満更でもないですよね）に「そだねー」とだけ答える
      6. 乃木坂46写真集30万部売上等アイドル写真集大ヒットに因み福圓が取り寄せた写真集「水樹奈々写真集 Iris」を見るのを指をくわえて見る
      7. パワハラやセクハラ等ハラスメント問題の多発に因み福圓が「リアルなハラスメント」として水樹の尻を揉む

    - その後アマチュアボクシングでの奈良判定に因んだ水樹に実施の可否を委ねる「奈々判定」として用意された「物まねメドレー」7連発(みやぞん、貴乃花親方、安倍晋三、大坂なおみ、羽生善治、ZOZOの前澤社長、パンダのシャンシャン）を福圓の説得に折れる形で実施。
    - この年の罰ゲームに関して、2019年2月10日 #880での「奈々んくるないさー」にて水樹・福圓とシグマ・セブン後輩声優の吉田有里がアフレコ現場で同席した際に吉田が2018年末に浜松町を通りかかった際に水樹の罰ゲーム実施を目撃していた事を話したエピソードが取り上げられた。

  - 福圓(3ポイント)⇒(0ポイント)免除
- 2019年「福圓美里、巷の罰ゲーム10連発!」
  - 水樹(4ポイント)⇒(0ポイント)免除
  - 福圓⇒(6ポイント)
    - 2015年以来4年ぶりとなる福圓への罰ゲーム。執行前に水樹とスタッフが会議を行ったところ、美里には罰ゲームを受ける羞恥心が人より欠如してることが判明。そこで美里には巷に溢れる「どメジャー」な罰ゲームを1個ずつ受け、その度にダメージの程度を言う。
      1. 初恋の人の名前を叫ぶ - 「まさはる君」と叫ぶ
      2. 10秒間空気椅子の刑
      3. 得意な物まね披露 - 「シグマ・セブンのマネージャー一覧」を披露する
      4. 自分の好きな所を3つ発表 - 「鎖骨・声・肘」と発表の後詳細を語る
      5. ラップで自己紹介
      6. 10秒間、くすぐりの刑
      7. 風船テープはがし - 風船に貼り付けている複数のセロハンテープを割れるまで剥がす
      8. ドリアンサイダーを飲む - ドリアンサイダーを飲み食レポを行うとしたが、開封した際に噴き出してしまいスタジオ内がドリアン臭になった後何事もなかったように飲む
      9. 足つぼ地獄でビリビリペン - 足つぼマッサージを受け痛いと感じたらビリビリペンを1回ノックしマッサージとペンの二つの痛みを受ける
      10. 箱の中身は何だろな？ - 箱の中に手を突っ込んで中に入っている物（青イソメ）を当てる
- 2020年「水樹奈々、20周年当日に罰ゲーム20連発スペシャル!」
  - 水樹(3ポイント)
  - 2020年12月6日 #975にて水樹が12月6日を以って歌手デビュー20周年を迎えたことを記念し、また妊娠状態であることを考慮し過度な負担を与えぬよう緩い罰ゲームを大量に与える形で水樹奈々の歌手デビュー以来20年の各年の出来事に因んで絡めてこじつけた20の罰ゲームを用意した。例年とは異なり、2020年の年内最終放送を待たずに行われた。
    - 1周年：シングル「想い」で歌手デビューに因み「今熱い想いで育っている愛猫ステラちゃんの物まね」
    - 2周年：アルバム「MAGIC ATTRACTION」ジャケットでのぶりっ子ポーズに因み「ポーズ付きでメチャ可愛く「怒ったぞ!プンプン」と言う」
    - 3周年：初のカウントダウンライブ「LIVE SKIPPER COUNTDOWN」に因み「3秒前からカウントダウンするので大喜利の答えを捻り出して」としてお題「この人疲れてるんだなあどんな寝言?」に回答。
    - 4周年：シングル「パノラマ-Panorama-」での黄色い花に囲まれたジャケットと「Innocent starter」での白い服のジャケットに因み生まれた時の黄色から白になるアヒルになぞらえ「美里の目を見たまま、アヒル口5秒間」
    - 5周年：「ETERNAL BLAZE」のミュージックビデオ撮影で大量の虫に悩まされた事に因み「虫を食べる･･･振り」
    - 6周年：「SUPER GENERATION」での自身初の作詞作曲に因み「スマギャンをテーマに即興ソングを披露」
    - 7周年：シングル「MASSIVE WONDERS」での鳥の羽が生えたジャケットに因み「口笛で鶯の鳴き真似」
    - 8周年：「DISCOTHEQUE」ミュージックビデオのウインクに因み「美里、オンダさん、田所さん、植木さんの順番にウインクする」とともにシグマ・セブン益子マネージャーにもウインクを行った。
    - 9周年：初の西武ドーム公演での第一声「西武ドーム!」の叫びに因み「口の両端を持って「学級文庫」と叫ぶ」
    - 10周年：第60回NHK紅白歌合戦初出場に因み恥ずかしさで顔を赤くする奈々さんが見たいとして「アドリブでエッチなビデオに出てきそうなセリフを1つ言う」
    - 11周年：2年連続紅白歌合戦出演[25]の直前に尻にインフルエンザ予防接種を打ち尻の痛い年末を過ごしたことに因み軽く痛い思いをしてもらうとして「腕を雑巾絞り」
    - 12周年：全国ツアー「LIVE UNION」佐賀公演で単独ライブ100公演達成に因み佐賀名産のカニ・エビのグルコサミンが関節に効くという事で「マイクの前でどこか1箇所の関節を鳴らす」とするも水樹が関節の鳴らない体質のため鳴らずに終了。
    - 13周年：T.M.Revolutionとのコラボシングル「Preserved Roses」に因みRoseは薔薇・薔薇は綺麗・豚バラは美味しい・豚鼻は恥ずかしいとして「指で豚鼻にして「ブーッ！」と言う」
    - 14周年：アルバム「SUPERNAL LIBERTY」から「哀愁トワイライト」が水樹の楽曲で50音順最初に来ることに因み「み・ず・き・な・なで即興あいうえお作文」
    - 15周年：アルバム「SMASHING ANTHEMS」から「アンビバレンス」の「私をただ抱き寄せた」の歌詞に因み「ハグしたい男性有名人の名前をカミングアウト」として田辺誠一を回答。
    - 16周年：東京ドームと甲子園球場でのライブが「一人阪神巨人」と話題になったことに因み阪神巨人といえば吉本興業の芸人という事で「吉本所属の芸人ですよ。のギャグを全力で披露」
    - 17周年：出雲大社奉納公演に因み出雲大社は全ての神が集まる場所・神様の前では嘘はつけないという事で「奈々さんの素顔を包み隠さず公開」として収録時の裏の発言を書き起こした名目で用意された小曽根マネージャーへ恫喝する台本を演じて読む。
    - 18周年：全国ツアー「LIVE ISLAND」開幕直前に訪れた鈴虫寺で「笑顔と感謝が必要」との説法が心に響いたとブログに記したことに因み「美里にガチで感謝の言葉」
    - 19周年：全国ツアー「LIVE EXPRESS」でライブタイトル検討時にマネージャーが何気なく「EXPRESS」の案を発したことをきっかけに決定したことに因み「長年連れ添っているシグマ・セブン益子マネージャーの物まね」
    - 20周年：ミュージカル「ビューティフル」再演で稽古時に毎日おにぎりを食べたことに因み「ロシアンおにぎりを食う」として普通のおにぎりとレモン汁が沢山かかったおにぎりの2つからレモン汁のおにぎりを食した。

  - 福圓(1ポイント)⇒(0ポイント)免除
- 2021年
  - 水樹（4ポイント）
  - 福圓（4ポイント）
    - ポイント同点（4P）のため2人とも罰ゲーム。東京オリンピックで日本選手団が金メダルを獲得した競技に因んだ小罰ゲーム企画4戦で対決を行い、各ゲーム毎の敗者に大罰ゲームが課される。
      1. スケートボード「紙縒ゴン攻め 負けたら若気の大冒険カミングアウト」 - ティッシュで紙縒を作り自分の鼻の穴に入れ、先にくしゃみ又は近い音が出たほうが負け。敗者は若気の至りだったと感じる大冒険エピソードをカミングアウトするとしたが、お互い持ち時間内にくしゃみが出ず2人ともにカミングアウトを行った。
      2. 空手「自分流の空手の型を披露 負けたら瓦割りならぬおでこで卵割り」 - 自己流で空手の型演武を本気で披露し、スタッフ3人が心に残った演武を多数決で判定。敗者はゆで卵または生卵の卵1つずつの2つのうちから1つを選び額で割るとし、水樹が敗北し額では割れず確認したところ生卵を引き当てた結果に終わった。
      3. 柔道「9個の中から超酸っぱい飴を選んだら負け 負けたら超甘い液体」 - 柔道の日本の金メダル数9個に因み金の包み紙に入った9個の甘い飴を交互に一つずつ選び食べていき、1つ隠された超酸っぱい飴を選ぶと負け。敗者は特製の超甘い液体を飲まされるとし、水樹が敗北。
      4. 野球「野球拳で勝負 負けたら身ぐるみ剥がされます」 - 野球拳で対戦し3勝先取で終了としてより裸となった方が負け。敗者は身につけている私物を1つ没収の上リスナープレゼントとし、福圓の3連勝で水樹が敗北し鞄にあったロールオン型のアロマオイルを2021年内にナナ色メールに投稿したリスナー全員の中から抽選で1名に強制的にプレゼントするとした。
- 2022年
  - 水樹（10ポイント）
  - 福圓（10ポイント）
  - ポイント同点（10P）のため2人とも罰ゲーム。番組20周年を記念し番組の代名詞となった罰ゲーム企画を用意、オープニングとエンディングで浜松町文化放送前でスタッフ監視のもと通行人に向かい行う街頭での企画、中盤にスタジオ内での企画を双方に課す形とした。
    - オープニング「クリスマス失恋ミュージカル」 - 福圓への街頭企画として封筒に入ったクリスマスの夜に別れを切り出される女性のセリフ台本を演じるが、後半は即興のメロディに乗せたミュージカル調で行う。
    - スタジオ企画
      1. 変顔アップ - 双方が全身全霊の変顔を行い互いにスマートフォンで撮影し、変顔写真を元に描いた相手の変顔の絵を番組ホームページの放送後記ページに掲載する。また変顔のクオリティを高めるためにセロテープとパンティストッキングを用意。福圓が進行を担当。双方ともストッキングを用いた変顔に挑んだ。
      2. 虫を食べる - イナゴと蜂の子のいずれかを食べる。サービスとして韓国海苔を用意し海苔で巻いて食べる事も可能とした。水樹が進行を担当。水樹が蜂の子、福圓がイナゴを選択し福圓のみ海苔で巻いて食べた。

    - エンディング「スマイルギャングを街行く人に宣伝」 - 水樹への街頭企画として封筒に入った本番組の宣伝台本を元気よく読み上げてしっかりとした番組宣伝を行う。

  - 2023年「スマギャン罰ゲームカタログ」
    - 水樹（2ポイント⇒免除）
    - 福圓（4ポイント）
    - 2019年以来、4年ぶりの美里単独での罰ゲーム。スタジオ内で持ち時間10分の間に、水樹が伝説の巻物「スマギャン罰ゲームカタログ」の中から好きなだけ注文した各種罰ゲームに全力で応え続ける。ただし頑張っていない・全力でやってなかったとスタッフが判定した場合10分間経過後にアディショナルタイムとして延長する形で再挑戦させられる。
      1. タンバリンで物ボケ
      2. 全力でクレヨンしんちゃんのものまね。
      3. 一発芸を披露
      4. 自分のチャームポイントをぶりっ子しながら教える - 「お目目がパッチリしてる」と回答。
      5. ケバブでダジャレを作る - 「ケバブせっかく頼んだのに毛ばブーブーしてる」と回答。
      6. 「そうだ 京都、行こう。」みたいなことを言う - 「そうだ地球を滅ぼそう」と回答。
      7. 今、文化放送の社長がこの放送を聞いたらヤバい事を叫ぶ - 「ニッポン放送に異動しよう」と回答。
      8. 全力で古畑任三郎のものまね
      9. 手か歯で風船を割る
      10. 男にこんな事をされたら興醒めするランキング第58位を教えて - 「朝ゴミ集めをしていて排水溝を覗かれたとき」と回答。
      11. 「安心してください、穿いてますよ」をめっちゃ色っぽく言う
      12. マラカスで物ボケ - 「双子」と回答。
      13. 「そうだ 京都、行こう。」みたいなことを言う（2回目） - 「そうだ河童を捕まえよう」と回答。
      14. 福圓美里自身が作詞・作曲したオリジナルソング「右から左からどうぞ」を歌う
      15. 同じ量のワサビと辛子を混ぜたものを一気に口に入れてどっちが強かったか教える - 「強いて言うならワサビ、ちょうど半分半分」と回答。
      16. これまでの人生でクソみたいだったデートを教えて - 「朝10時に待ち合わせし12時にやる事が全て終わった、動物園と昼食とカラオケで終わって散歩1時間し2時に解散した」と回答。
      17. ニワトリの形態模写。
      18. かわいいおっぱいの妖精から中二男子への一言 - 「Cカップってそんなに大きくないんだよ」と回答。
      19. アイマスクをつけて大きく口を開けて何の生き物を口に入れたかを答える - 正解：サクラエビ
      20. 「そうだ 京都、行こう。」みたいなことを言う（3回目） - 「そうだサクラエビ食べよう」と回答。
      21. アディショナルタイムとして19を再挑戦（1分） - 正解：干しエビ

  - 2024年「水樹奈々罰ゲームカタログ」
    - 水樹（13ポイント）
    - 福圓（8ポイント⇒免除）
    - 2020年以来、4年ぶり11回目の水樹単独の罰ゲーム。前年の形式を踏襲し、スタジオ内で10分間に福圓が伝説の巻物「スマギャン罰ゲームカタログ」の中から好きなだけ注文した各種罰ゲームに全力で応え続け頑張っていない場合はアディショナルタイムとして延長を行う。持ち時間内で22個・アディショナルタイム2分間で5個の罰ゲームが課された。
      1. カスタネットでモノボケ - 「噛みついてきた」と回答。
      2. 全力でルパン三世のものまね。
      3. 一発芸を披露 - カスタネットを用い「ラミパスラミパス、ルルルルル」と回答。
      4. 水樹奈々の魅力を格好つけて言う - 「いつも一生懸命なところですかね、努力惜しまない」「仲間のためにも頑張りたいと思っています」と回答。
      5. こたつでダジャレ - 「こたつでタコ作っちゃった」と回答。
      6. 「インテル入ってる」みたいなことを言う - 「キングレコード、キンキンキン」と回答。
      7. 文化放送に文句を言う - 「いつも美味しそうな匂いがするので換気を強めて欲しい、お腹が空いちゃうので」と回答。
      8. 凄くセクシーに「おしゃぶり昆布」と言う
      9. ただの水を飲んでめちゃくちゃ苦いお茶のリアクションをする
      10. ファミリーマート入店音に歌詞をつける - 「奈々ちゃん来た、こんにちは」と回答。
      11. 大人気ゆるキャラ「おパンティーちゃん」の決め台詞を言う - 「臭いものには蓋をする」と回答。
      12. さっきと違う水樹奈々の魅力をブリっ子して教えて - 「精神的マッチョなんですよ」と回答。
      13. そんなこと言っちゃだめなことを大声で叫んで - 「新しい炊飯器買ってやる」と回答。
      14. 超強力ビリビリペンを親指で思いっきり押して - 電撃のない普通のペンをノックさせられる。
      15. 「インテル入ってる」みたいなことを言う（2回目） - 「ピンポンピンポン、ピンポンポン」と回答。
      16. ラジオ体操第7を立って歌って踊る
      17. 大喜利「こんな力士は嫌だ」 -  「ちゃんこが嫌い」と回答。
      18. ただ可愛いだけでいい気になってる若手声優に一言 - 「色んな所を磨いていこう」と回答。
      19. すごくセクシーに「なめたけ汁」と言う
      20. マラカスでモノボケ - 「キリン！」と回答。
      21. アイマスクをつけて大きく口を開けてオブラートに包んだ形で何を口に入れたかを答える（2回） - 正解：2回共に焼きホタテ貝紐
      22. 「インテル入ってる」みたいなことを言う（3回目） - 「スタクル入ってる」と回答。
      23. 水樹奈々の幻のデビューシングル「座薬は飲んではいけません」のサビを歌う
      24. 今年の罰ゲームいかがですかと聞いて、北島康介のあの名言で答える - 「気持ちいい、超気持ちいい」と回答。
      25. 水樹奈々幻のデビューシングル「座薬は飲んではいけません」のカップリング「人の金で飲む酒はうまい」のサビを歌う
      26. もういいですと言うまでいないいないばあで変顔し続ける
      27. 男性スタッフの目を閉じさせた上で、おっぱいを寄せる

### 季節限定コーナー
スマギャントレンディ個人的ヒット番付
水樹と福圓がその年1年間の中でジャンルを問わず個人的にヒットした事象をヒット商品番付風に挙げつつ1年間を振り返るトーク企画。2014年から毎年12月に実施。
当初2014年は水樹のインフルエンザ休養に伴う福圓のソロ企画「スマギャントレンディ美里的ヒット番付」として前頭・小結・関脇・大関・横綱の上位5つを振り返る形で行われ、2015年からは水樹・福圓それぞれの関脇・大関・横綱の上位3つを紹介する。2015年は「スマギャン七福神プラス」の「福禄寿」企画として実施。
新春スマギャンすごろく→新春スマギャンすごろく2
毎年1月最初の放送(年末年始進行時のため、12月中に収録)でスタッフが手軽に作った双六で遊ぶ。2016年より実施、2017年は最初の放送が罰ゲーム企画となったため翌週の1月8日放送で実施。但し、マス目が20マス程と少ないためサイコロは通常1・2・3しか出ないようにしている。止まったマス目に命令が書かれており、それに従わなければならない。最初にあがりに到達した方が勝ち、敗者には「お年玉」として罰ゲームポイントが1つ加算される。後半に水樹・福圓双方があがり直前の「振り出しに戻る」マスに当たり勝敗が早期に決しないケースもあり、最終的にあがりに到達せず時間切れとなった場合はあがりに近い方が勝者となる。先攻については水樹が放送日と誕生日の近い福圓に誕生日プレゼントとして譲るのが慣例となっている。当初は一発芸や変顔などギャグ的な指令を主に設定したが、2024年以降は「新春スマギャンすごろく2」としてリニューアルされ指令を全てトークテーマにしマス毎のテーマに沿ったエピソードを語らせる趣向としている。
オープニングトーク企画新年拡大版
毎年1月の新年最初の収録分にて、番組全編を通し水樹・福圓それぞれの年末年始の出来事を「クリスマス」「年末から年越し」「お正月」のブロック毎に分けて水樹が中心となり語る。

### 過去のコーナー

#### オープニングトーク
現在は「奈々バース!」。細部のスタイルを除けば、水樹の近況を毎週一つ語る内容が基本となる。
- 奈々さん事件です
2002年4月5日 #1 - 6月28日 #13、
- ヘッド奈々、訓辞
2002年7月5日 #14 - 10月4日 #27
- 団員に告ぐ
2002年10月8日 #28 - 2003年5月22日 #60
- ヘッドの嗚呼人生
2003年5月29日 #61 - 2004年3月25日 #104
毎回必ず「嗚呼、○○」というテーマがつく。
- 団員気を付け
2004年4月1日 #105 - 2005年3月31日 #157
- ヘッド奈々!世路詞句
2005年4月14日 #159 - 2007年3月29日 #260
水樹が日ごろ思ったことを詞や句のように話す。世の路で思ったことを詞や句のように…で、「世路詞句（よろしく）」。最後は5・7・5で締める。
- ヘッド奈々定例会見
2007年4月26日 #265 - 2008年4月10日 #315
- ヘッド奈々ラジオログッチ言うぞう
2008年4月17日 #316 - 2011年3月13日 #467
ヘッドが愚痴を言うコーナー。タイトルにあるラジオログとはラジオとブログを合わせたものである。
- ヘッド奈々う!
2011年4月3日 #470 - 2014年3月29日 #626
ヘッドが近況をつぶやくコーナー。毎回「○○だなう」というテーマをつけて語り、トークの最後は「～～だなう」と感想をつぶやいて締める。タイトルはTwitterの「なう。」にかけている。
- 週刊“ヘッド”ライン
2014年4月6日 #627 - 2016年3月27日 #730
ヘッドが自身のこの一週間のニュースを毎週ひとつトークする。毎回見出しタイトルをつけて語り、トークの最後は「以上、～～なヘッド奈々がお送りしました」と感想を入れた挨拶をして締める。タイトルは「ヘッドライン」と水樹の愛称「ヘッド」をかけたもの。
  - 週刊“副ヘッド”ライン
2014年6月29日 #639・2014年7月6日 #640

後述の理由のために福圓が進行を代行した際のコーナー。「週刊“ヘッド”ライン」と同じ要領で、福圓のこの一週間のニュースをトークする。
- ヘッド!ステップ!ジャンプ!
2016年4月10日 #732 - 2018年4月1日 #835
日々躍進を続けるヘッドの日常を、毎週ひとつ冒頭に掛け声タイトルをつけて語る。タイトルは「ホップ・ステップ・ジャンプ」と水樹の愛称「ヘッド」をかけたもの。
- 奈々んくるないさ〜
2018年4月8日 #836 - 2022年3月27日 #1043
懐深く、如何なる時も「なんくるないさ～」精神で朗らかに生きる奈々さんの日常を語るコーナー。出だしは「○○さ〜」のタイトルをつけて語る。タイトルは沖縄方言の「なんくるないさ」と水樹奈々をかけたもの。

#### メインのコーナー
現在は「スマギャン玉手箱」。主に1-2年間隔で刷新され、水樹が何かをやらされる企画が多いが、時には福圓と共に両方が挑戦する場合もある。間に特別企画等が挟まるため、放送期間は連続していない。
- 水樹奈々就職ギャング
2002年4月5日 #1 - 10月15日 #29 （#29は「転職ギャング」）
ある職業に向いているかどうか調べるため、水樹が変な試験を受ける。このコーナーで水樹が青汁を飲まされ、以後しばらく番組の定番となる。
- スマギャン法廷
2002年11月26日 #35 - 2003年5月22日 #60
水樹が唯一と言ってもいい超ハイテンションキャラ、オサバキーナに扮して世の中のほんとどうでもいいことに白黒付けるコーナー。オサバキーナのキャラクターはラジオドラマへと引き継がれ、チェリーベル名義でCDが発売された。さらにゲーム化までされた。
なお、オサバキーナは第60回放送にて餅を喉に詰まらせて死亡した。
- スマギャンランキング
2003年7月3日 #66 - 2004年3月25日 #104
4つ前後のものを順位付けする。「実験」などの名目で、水樹が奇妙なことをやらされる。
- スマギャンoh悩み劇場
2004年5月6日 #110 - 2005年3月26日 #156
リスナーの悩み事を送ってもらい、誇張した表現を盛り込みつつ2人で再現ドラマを演じる。番組の最後に悩み解決として水樹がリスナーにコメントを送る。この際、バックでは和田アキ子の「Everybody Shake」（リーブ21のCMソング）が流れるが、これは歌詞に「悩み無用」というフレーズが入っていることから使われている。
- スマギャン偉人館
2005年4月14日 #159 - 12月22日 #195
週替りで世界の偉人をゲストに迎える設定で、水樹が台本なしの想像で偉人役を演じる[3]。外国人であっても出身地は東京近郊であるなど、ギャグの要素も入っているが、コーナーの最後は福圓に「この偽者めが!帰れ!帰れ!」とけしかけられ終わる。水樹本人はこのコーナーに苦手意識があり、番組内でも度々愚痴をこぼしていた。コーナーの最終回に登場したのはオサバキーナで、「本物」が登場したため終了、というオチになっている。
- 美里ナビ
2005年7月28日 #174 - 8月25日 #178 （この間、「スマギャン偉人館」は休止）
2005年の夏に開催された水樹のライブツアー「NANA MIZUKI LIVE ROCKET 2005〜summer〜」にちなみ、いろんな府県にツアーに行く水樹のために福圓が公演先の府県に関する問題を出題するクイズ企画。
- クイズ 団員ギャングル!!
2006年2月2日 #201 - 2007年3月29日 #260
リスナーから、人生で起こったさまざまなエピソードをクイズ形式にして送ってもらい、水樹が架空の通貨「スマドル」を賭けクイズに挑戦。正解すると賭け金の倍が手に入り、不正解だと賭け金が没収される。20,000スマドルを獲得すると福圓一族と行くラスベガス旅行に、0スマドルになると極上の辱めを受けるという設定。二度、0スマドルになり、この極上の辱めを受けたことがある。
所持金が増えるにつれステージが変わり、問題やシステムの難易度が上がる。ステージには、「セレブの海賊」など東京ディズニーランドのアトラクションをもじった名前がつけられている。
福圓はディズニーキャラクターなどを模したコーナー案内人「ミキオ」「プー太郎」「ジョリー・デップ」（ステージにより異なる）として、社会問題を風刺したアナーキーな挨拶で登場する。毎週設定される目標に到達した時は、福圓のものまねなどのご褒美が用意されている。
最高記録は18,002スマドルで、ラスベガスに行くことは出来なかった。
- めざせ合格 スマ大予備校
2007年4月26日 #265 - 2008年3月27日 #313
「スマ大」合格を目指す企画。週替りのテーマに応じたメールを募集し、福圓演じる講師・大学（おおまなび）スマが紹介する。水樹は「実験」として奇妙なチャレンジに挑む他「小論文」としてテーマに即した格言を言わされる。最終回には、大学スマの姉「大学（おおまなび）イル」が登場した。
- つかめ青春スマ大キャンパスライフ
2008年4月17日 #316 - 2010年4月25日 #420
水樹に大学生活の四大要素の勉強、サークル、バイト、飲み会を体験してもらうコーナー。毎月第1週目は勉強、第2週目はサークル、第3週目はバイト、第4週目は飲み会、第5週目はナナ色メールスペシャ乱Qと週ごとに違う企画内容を設定していた。最終的に期末試験に合格できなかったことによって留年が決定したためスマ大を退学する事になり終了となった。
- スマギャン専門キャンパスライフ
2010年5月2日 #422 - 2011年3月6日 #466
スマ大を退学したヘッドの水樹に手に職をつけるべく、毎月様々な専門学校を体験してもらうコーナー。水樹が生徒役、福圓が教師役である。
2010年5月は格闘家養成学校、6月は教員養成学校、7月は噺家の専門学校、8月はDJ専門学校に通っているという設定になっている。
ちなみにコーナー中に出てくる専門学校は、コーナー中の水樹の言動が原因で廃校となり、同時に教師が死亡するオチとなる。
本来は3月13日以降も続くはずであったが、東日本大震災の発生を受けて同日の放送分（文化放送は前述の通り休止）では急遽カットされ、そのまま打ち切られた。
- スマギャン10周年リスナー還元企画 全国水樹奈々クイズ選手権!
2011年5月1日 #474 - 2012年3月25日 #521
福圓が出題者、水樹が回答者となり週替わりでクイズ形式のトークを展開する。普通のクイズのような内容もあれば、クイズという名の水樹の暴露ネタ、リスナーのメールを絡めた内容など週替わりの内容となっている。クイズに1問正解するごとに「大金チャンスカード」（スクラッチ宝くじ）を1枚獲得し、1年間分の賞金の総額をリスナーに還元するとしている。
1年間で貯まった賞金は3,800円(獲得枚数166枚・当選回数19回)で、最低目標金額である10,000円には届かなかった。
- 7つのチャンネル
2012年4月22日 #525 - 2014年3月29日 #626
年間を通じて設定された7つのチャンネルから毎週いずれか1つを取り上げ、チャンネル毎のコンセプトに沿った週替りの企画を行う。特別企画も本コーナーに紐付けされることが多かった。
  - 2012年度
    - アーティストチャンネル

水樹の音楽人としての才能を見せ付ける。本コーナーがあった時期には新曲紹介もこの一環として行われ、この他ゲストトークも行われた。
    - メールチャンネル

水樹がリスナーと語り合いたいテーマを設定し意見を募集する。後述の今治みかんの弟である水樹演じる今治はっさくが登場することがある。2013年度には、採用者にナナ色メールスペシャルで行われていた水樹によるメール内容に沿ったラジオネーム命名が行われた。
    - 美里チャンネル

壮大なコントやバラエティをイメージしたチャンネル。
    - ドラマチャンネル

さまざまなドラマを展開する。
    - ドンチャンネル

とにかく楽しむ。
    - 愛媛チャンネル

水樹演じる「今治みかん」を育成しながら、水樹のふるさとである愛媛県を盛り上げる。
    - 再放送チャンネル

過去のスマイルギャングの名場面や名コーナーを振り返る。
  - 2013年度
2013年3月に行われた「スマギャン・チャンネル会議」企画での検討を踏まえチャンネルの再編が行われ、水樹奈々素っ裸チャンネル・団員お任せチャンネル・生歌チャンネル・人生相談チャンネルが新規採用され、愛媛チャンネル・ドンチャンネル・再放送チャンネルは美里チャンネルに統合、ドラマチャンネルは消滅となっている。
    - アーティストチャンネル(前年度から継続)
    - メールチャンネル(前年度から継続)
    - 美里チャンネル(前年度から継続)

    - 恋する美里チャンネル

美里チャンネル内のコーナー。クリスマスやバレンタインデーなどで告白しようとする団員のために水樹が色々なシチュエーションでの告白セリフをかける。
    - 水樹奈々素っ裸チャンネル

心理テストで水樹の深層心理を素っ裸にする。
    - 団員お任せチャンネル

とにかく団員リスナーに全てを委ねるとして、オープニングトークの台本とサイコロトークのお題をリスナーから募集する。サイコロトークの場合は番組後半に行い、最終的にはリスナー提供のオープニングトーク台本は行われなかった。
    - 生歌チャンネル

週替わりで名曲の一節を水樹か福圓のどちらかが歌う。主にエンディング前に行われる。即興ソングが歌われる場合もあった。当初はサイコロの出目で歌唱者を決め1が出れば水樹、それ以外が出れば福圓が歌うというシステムだったが、その後サイコロ抽選の放送を省きすぐに生歌が行われる形となった。
    - 人生相談チャンネル

リスナーからの人生相談メールに対し水樹扮する「ナナワアキヒロ」がアドバイスを入れる。
- スマギャン七福神（ななふくじん）/スマギャン七福神プラス
2014年4月6日 #627 - 2016年3月27日 #730
神番組になるべく神様にあやかり七福神（ななふくじん）にお参りするという設定で、毎週「恵比寿」「大黒天」「毘沙門天」「弁財天」「福禄寿」「寿老人」「布袋」の七福神のうちいずれかの神が司る力にまつわる週替わりの企画を展開し成長を図るメイン企画。2015年4月12日 #680からは「スマギャン七福神プラス」にリニューアルされ、主に七福神以外の海外の神の力にまつわる週替りの企画を展開。
  - 7つのペアをピッタンコ
主に「恵比寿」の一環のコーナーの一つ。2つのグループの間で7つの関連する組み合わせを繋ぎ合わせるクイズコーナー。片方のグループは要素が8個あり、うち1個がダミー（ハズレ）となっている。なお、福圓がタイトルを「7（奈々）ペッタンコ」と略して紹介し、水樹が抗議するのが恒例となっている。ストレートで全問正解すると7名のリスナーに「スマギャンエンブレム」ステッカーがプレゼントされるが、地域カード・数字一桁の住所カード・五十音の行ごとの苗字カードを1枚ずつ引いた上で引かれた条件全てが当てはまり「ピッタンコ」したリスナーのみ応募が可能となる。2016年度から2017年度までは「スマギャンセブンダイス」の「エンブレムクイズ」の一環として実施され、2018年度は「10-0で勝つ」にて「7つのペアをピッタンコ +3（プラススリー）」として選択肢を3つずつ増やし10回制で行われた。
  - スペシャルメールテーマ
不定期に事前募集されるテーマにそって寄せられたエピソードメールの投稿を紹介する。水樹がメッセージ紹介後にサイコロを振って出た目の数だけスマギャンエンブレムステッカーがプレゼントされる。1が出れば紹介された中から1通の投稿者にステッカーをプレゼントし、2以上の数字が出た場合は1通のみに複数のステッカーをプレゼントや複数のメッセージに1枚ずつプレゼントするなど枚数の振り分けは自由となっている。その後「スペシャル募集メール」に改題の上七福神シリーズ終了後も存続されている。
- スマギャン、セブンダイス
2016年4月3日 #731 - 2018年4月1日 #835
水樹が8面体サイコロを振り、7つ設定された基本の企画ジャンルから出た目の数字でその日の企画が決まるメイン企画。出目と企画ジャンルは以下のとおり。
  1. エンブレムクイズ - 水樹の正解数によって番組ステッカー「スマギャンエンブレム」のリスナープレゼント枚数が左右されるクイズ企画。
  2. ラジオドラマ - 一部分が空欄となった脚本でアドリブスキルの試される即興ラジオドラマを展開。
  3. 対決 - 水樹と福圓の対決企画。勝者にはその週の対決内容にまつわる「○○王」の称号が与えられる。
  4. テーマディスカッション - 普遍的話題の大テーマを一つ設定し、関連した話題カードを引いて水樹と福圓の価値観を探り深く話し合うトーク企画。
  5. フリートーク - 大テーマを一つ設定し、関連した話題カードを引いてフリートークを行う。
  6. スペシャル募集メール - 事前にリスナーにお題を出し募集したメールを紹介する。#835での最終回ではサイコロの目を全て6にし出題済みのスペシャル募集メールの紹介を行った。
  7. ナナ色メールスペシャル - 「ナナ色メール」の拡大版。
  8. 好きな企画を選ぶ - 水樹と福圓が相談の上で上記1-7の基本7ジャンルから好きなものを一つ選び実施
- 10-0（ジュウゼロ）で勝つ！
2018年4月8日 #836 - 2019年3月24日 #886
水樹が10対0で完勝することを目的に様々な企画に挑戦する。企画挑戦中に一回でも失敗したり、企画の最後に福圓が10点満点の判定を行わないと成功とならないが、10回制の挑戦の場合は失敗しても最後まで挑戦が続けられ企画が終了すると福圓が○-○（成功回数・得点数-失敗回数・不得点数）の形で結果を発表する。最終的に年間の完勝数の7倍の枚数のスマギャンエンブレムを年度末にリスナープレゼントするとしており、2019年3月24日 #886での総決算にて年間37回の挑戦中5回完勝の結果とともに35枚のエンブレムプレゼントが発表され、「水樹奈々」をお題としたなぞかけのネタを合言葉として書き添えてのプレゼント応募を受け付け4月7日 #888での「なぞかけを送ってスマギャンエンブレムを当てよう」コーナーでリスナーから寄せられたなぞかけ優秀作品の発表が行われた。
  - スマ高バレー部○（実施季節）大会
3つ以上の答えのある問題をバレーボール風にテンポよく解答し10問全問正解を目指す。問題のサーブに対して水樹がレシーブで最初の解答をし、福圓がトスで2つ目の解答、最後に再度水樹がアタックで3つ目の解答を行い3つすべてに正答を行わないと失敗となる。
  - お値段当てまショー
普段生活していると見当のつかない高額な物品を問題に挙げ、水樹と福圓双方が値段予想を行う。なお忖度が行われないよう福圓は収録前の時点で予想解答を用意し、水樹の予想が的中または最も近似するとクリアとなる。
  - つながり何ですか?
水樹が「○○な人」のテーマカードを渡されカードに書かれたテーマのイメージに合う人物名を3名挙げて、福圓が挙げられた人物に共通するイメージを解答する。
  - ランキングドラマ
あるランキングをテーマとした最後が空欄となったドラマ台本を演じながら、ドラマの最後で水樹が題材となったランキングの1位の項目を答えるクイズ企画。
  - エアー食リポ
水樹があたかも目の前に食べ物があるかのように料理名を伏せて食リポの演技を行い、水樹の演技内容から推測し福圓が料理名を解答する。
- スマギャンことわざクエスト/ことわざクエストXX（トゥエンティ）
2019年4月7日 #888 - 2023年4月23日 #1099
水樹がことわざ辞典からランダムで引いた一句のことわざを元に、番組スタッフがそのことわざに因んで絡めてこじつけて作った企画を水樹または福圓との二人が挑戦する。テーマとなることわざは毎回コーナーの最後にて美里の「次はどんな敵かな?デュエル!」の掛け声の後に抽選し、次回の実施で引き当てたことわざの企画が行われる。
2020年には4月から5月にかけて、新型コロナウイルス対策により1ヶ月近くコーナーが行われない事態となった。また、2021年1月17日から3月28日までは水樹が出産を控えていたことを考慮して、事前にストックする形の複数回収録が基本となったため「ナナ色メール」もしくは「スペシャル募集メール」と交互の形で、ほぼ隔週ペースでの放送となり、4月に水樹が産休に伴いリモート出演であった時期も休止していた。さらに1000回記念特別企画（後述）に伴い5月16日（#998）を最後に3ヶ月間にわたり休止され、8月8日（#1010）の放送で再開した。
2022年4月3日（#1044）から12月5日（#1079）には番組20周年を記念し「ことわざクエストXX」として実施、各回毎の企画で水樹・福圓が対決する形で敗者に罰ゲームポイントが1ポイント加算されるルールとした。勝者発表後には敗者に対し20万円の支払いで罰ゲームポイント加算を無効とするオプションも説明されるがそれを拒む展開が慣例となっていた。引き分けに終わった場合は水樹・福圓両者に1ポイントずつ加算された。
2022年11月27日（#1078）・12月5日（#1079）では2022年の罰ゲームポイントを確定させる「最終バトル」を実施。本企画で過去に行われた企画を複数用意して水樹・福圓が交互に選択し、企画選択後に最大3点までの賭け点を設定し成功すると罰ゲームポイントを賭け点分減点できるが失敗すると加算される形とし、一度行った企画には再度挑戦することは不可とした。最終バトル前の時点では水樹10・福圓17ポイントとしたが最終的に双方10ポイントずつの同点となり両者への罰ゲームが執行されることとなった。
- スマギャン帯きぶん
2023年4月30日 #1100 - 2025年3月9日 #1197
以前から語られていた本番組を日中の帯番組に拡大する夢に向けて、帯番組を担当するにあたり必要なスキルや知識を学ぶコーナー。帯番組のスキルに関する週替りの企画に水樹・福圓が挑戦する。初期には帯番組制作の経験があるディレクターが各々の出来を評価する場合もあり、その際は最後にその週のテーマに必要なアドバイスを記した「アドバイスカード」をもとに反省トークを行った。

#### エンディング内のコーナー
エンディングトークの中で行われる。
- ヘッドの証（あかし）
2002年10月15日 #29 -
福圓が持って来た設定のヘッド用グッズをネタに水樹がノリツッコミをする。
- スマイルギャング団日本征服計画!
2003年5月1日 #57 - 2004年2月19日 #99
日本の47都道府県をそれぞれスマイルギャング団の支部と位置づけ、各都道府県の名所で番組の名前の入った旗と共に写真を撮り、それを番組に送ると、水樹・福圓の2人で代表を選出し、各都道府県につき1人が支部長として選ばれた。
- スマペディア
2010年4月11日 #419 - 2011年3月?
北海道（STVラジオ）での放送が開始されたことにより、過去のいきさつを紹介するという名目で開始。
- 滋賀インフォ
2013年5月26日 #582 - 2013年12月29日 #613
2013年いっぱいまで毎週一つ滋賀県関連の情報を伝える。2013年5月19日#581での水樹とゲスト西川貴教の対決企画で西川が勝利したことにより開始された。
なお、本番組は滋賀県の地元局にあたる京都放送（KBS滋賀）にはネットされていないが、ラジオ大阪や東海ラジオを通じて聴取可能（前者は地上波およびradikoのサービスエリアである）。
- 愛媛県関連ニュースコーナー
毎週ひとつ水樹の故郷・愛媛県関連のニュースを紹介する。
  - 愛媛インフォ（2014年1月5日 #614 - 2014年3月29日 #626）
7つのチャンネル「愛媛チャンネル」コーナーで登場した水樹の演じるキャラクター・今治みかんが紹介。今治みかんに公認ゆるキャラのオファーが来ないため、弟のはっさくと旅に出るということで終了。
  - 愛媛ヘッドライン（2014年4月7日 #627 - 2016年3月26日 #730）
    - 東京副ヘッドライン（2014年6月29日 #639・2014年7月6日 #640）
後述の理由のために福圓が進行を代行した際のコーナー。福圓の故郷・東京都関連の最新ニュースを紹介する。

#### ラジオドラマ
- BUDDY♥PARTY!
2002年4月12日 #2 - 7月19日 #16
水樹奈々・豊口めぐみ・田中理恵・浅野真澄 ほか
前番組から継続。セカンドシーズンでは一部のエピソードに2種類の展開が用意され、サブタイトルのみを紹介しリスナー投票で多数に選ばれた片方が放送された。なお水樹演じるハイネが活躍しそうなサブタイトルが選ばれる傾向があり、未放送のエピソードはドラマCDに収録された。
- Memories Off conzert & concerto（コンチェルト&コンツェルト）
2002年8月9日 #19 - 9月20日 #25
菊池志穂・浅野るり・間島淳司・水樹奈々 他
cenzertとconcertoでリスナー投票し、水樹演じる白河ほたるメインのconzertが選ばれ放送された。
- JUNK FORCE
2002年10月22日 #30 - 12月17日 #38
水樹奈々・清水愛・望月久代 他
- BLUE BLACK BLUES
2003年1月14日 #42 - 2月4日 #45
子安武人・高橋広樹・福圓美里。福圓は本作がスマギャン番組内のラジオドラマ初出演。
CDはチェリーベルからなので、番組発もしくはそれに近い形と思われる。
- カオス レギオン
2003年3月4日 #49 - 3月25日 #52
森川智之・小杉十郎太・浅川悠 他（スマギャンパーソナリティ出演なし）
- 真・女神転生III NOCTURNE
2003年4月2日 #53 - 4月25日 #56
水樹奈々・永島由子・辻谷耕史 他
- 解決!オサバキーナ
2003年5月29日 #61 - 6月19日 #64
水樹奈々・福圓美里・豊口めぐみ・櫻井孝宏・松来未祐・鈴村健一 他
「スマギャン法廷」からスピンオフ。ゲーム化もされた（後述）。

#### CDプロモーション
- Vision of The Songs
2002年10月8日 #28 - 11月5日 #32
2002年11月6日発売の水樹の2ndアルバム『MAGIC ATTRACTION』の収録曲にちなんだポエムを水樹が朗読する。「NANA MIZUKI "LIVE ATTRACTION"」の物販にてポエム朗読を収録したCDが販売された。
- LIFE SKIPPER
2003年11月20日 #86 - 12月25日 #91
2003年11月27日発売の水樹の3rdアルバム『DREAM SKIPPER』の収録曲の制作エピソードを紹介する。
- ALIVE & KICKINGミニドラマ
2004年11月18日 #138 - 12月9日 #141
2004年12月8日発売の水樹の4thアルバム『ALIVE & KICKING』の収録曲をイメージしたショートドラマ。イーエス・エンターテインメントの通販サイトにてCD「SCENE IN THE SONG　～featuring "ALIVE & KICKING"～」が販売された[26]。

#### その他
- スマイルギャング団 みんなで6200kmマラソンプロジェクト
2012年4月1日 #522 - 2012年5月13日 #528
#474から#521まで行われていた「スマギャン10周年リスナー還元企画 全国水樹奈々クイズ選手権!」のコーナーにおいて、最低目標金額の不足分6,200円分をリスナーの協力のもと消化していくコーナー。リスナーからメールにてランニングの走行距離報告を募集し、1kmを1円に換算し通算する。
水樹は6,200kmのうち#522で最初の1km、#528で最後の1.3kmを走った。
- 東京スカイツリー　～奈々と団員と、時々美里～
  - 2013年10月6日 #601・2014年5月25日 #634

自分の一番好きな水樹のCD・自分自身・東京スカイツリーの3要素が写った記念写真を団員から募り、団員と番組が写真でつながる企画。放送600回記念企画案のうち水樹発案の「スカイツリージャック」とスタッフ発案の「600円プレゼント」を合わせた企画。#601にて企画発表ののち#634の放送前まで募集し、最優秀賞に選ばれた団員には感謝金600円が振り込まれる。余裕があれば福圓の関連アイテムも写真に盛り込むことが推奨されている。
撮影はスカイツリーの中からでも外からでも構わないが、どうしてもスカイツリー周辺に行けない場合は写真やテレビなどに映ったスカイツリーと一緒に撮った写真の応募も認められた。
最終的に2014年5月25日#634で努力賞・スマギャン賞・福圓美里賞・水樹奈々賞各1作の入賞者4名の発表が行われ、努力賞・スマギャン賞受賞者にはスマギャンエンブレムステッカー、福圓・水樹賞受賞者にはステッカーに加え感謝金600円振込がプレゼントとなり受賞写真は番組ホームページで公開された。
- スマカラちゃん予告（正式コーナー名なし）
  - 2014年6月8日 #636 - 2016年1月31日 #722

スマギャン七福神終了後、福圓扮する墨田区からやってきた妖精「スマカラちゃん」が直前の七福神の内容に関わるトークをした後、「さーて来週のスマギャンは？奈々ちゃん、～～（嘘予告内容）だよ、お楽しみに」と嘘の次回予告を行う。嘘予告読み上げ後に水樹が抗議するのが恒例となっていた。
- 都道府県1分間エピソード
2016年5月29日 #739
福圓不在に伴い「スマギャン、セブンダイス」の代替として放送された特別企画。箱の中から水樹が取り出した紙に書かれた都道府県について、1分以内で思い出を語る。
- 福圓美里のマイフェイバリット奈々ソントップ7
2022年5月8日 #1049、15日 #1050
水樹不在に伴う特別企画として、福圓お気に入りの水樹楽曲をランキング形式で紹介する。8日に7位から4位、15日に番外編と3位から1位を発表。順位結果は以下の通り。
  1. 愛の星
  2. STAND UP!
  3. Orchestral Fantasia
  4. サーチライト
  5. METANOIA
  6. No Rain, No Rainbow
  7. innocent starter

番外.DISCOTHEQUE

## ゲスト
- 2002年
  - 6月21日 #12 浅野真澄（『BUDDY♥PARTY!』出演者）
  - 6月28日 #13 山岸功（水樹ののどの不調に伴う）
  - 7月12日 #15 望月久代（水樹も所属するPritsメンバー）
  - 7月26日 #17 桑谷夏子（Pritsメンバー）
  - 10月4日 #27 松本保典
  - 11月19日 #34 櫻井孝宏・松来未祐・藁谷麻美（姉妹番組『(有)チェリーベル』パーソナリティ）
  - 12月31日 #40 ヌー&ヒー（水樹奈々ライブのバックダンサー）
- 2003年
  - 7月31日 #70 清水愛
  - 10月16日 #81 田村ゆかり
- 2004年
  - 1月15日 #94 よゐこ（『おしゃ火』での水樹との共演者）
  - 4月22日 #108 堀江由衣
- 2005年
  - 1月20日 #147 tiaraway
  - 6月23日 #169 奥井雅美
  - 11月17日 #190 白石涼子
- 2007年12月20日 #299 田村ゆかり
- 2008年
  - 8月7日 #332 田村ゆかり（福圓ののどの不調に伴う）
  - 8月17日（東海ラジオ）・8月20日（ラジオ大阪） #333 今浪祐介・植木淑江（福圓ののどの不調に伴う）
    - 文化放送は8月14日放送予定だったが、北京オリンピック野球・台湾-日本戦中継のため休止。

  - 8月21日 #334 Suara
- 2009年
  - 2月8日 #358 ゆかな
  - 7月19日 #381 宮野真守
  - 8月23日 #386 Suara
- 2012年
  - 4月29日 #526 宮野真守
  - 5月20日 #529 鷲崎健
  - 7月15日 #537 小倉唯
- 2013年5月19日 #581 西川貴教
- 2014年8月24日 #647 小曽根（シグマ・セブンマネージャー）
- 2015年
  - 1月25日 #669 Suara
  - 3月1日 #674 堀江由衣
  - 5月17日 #685 angela
- 2016年
  - 2月7日 #723 林原めぐみ[27]
  - 8月14日 #750 上坂すみれ
- 2017年4月2日 #783 水瀬いのり
- 2018年6月3日 #844 保志総一朗
- 2021年11月28日 #1026 angela
- 2022年5月8日 #1049 オンダユウ（水樹の新型コロナウイルス感染に伴う）
- 2022年6月5日 #1053 森口博子
- 2024年
  - 3月10日 #1145 森口博子
  - 7月21日 #1164 堀江由衣
  - 7月28日 #1165 上坂すみれ
  - 8月4日 #1166 岡咲美保

## パーソナリティ不調時・休演時の対応
2013年以降、水樹か福圓のどちらかが体調不良である場合も、代役は立てずに片方の1人で番組を進行する一方、両者ともスタジオ収録自体には参加。不調の者は一切喋らずに、リコーダーやタンバリン等の小道具や、筆談などで反応する形を採っている。この形を採った例は以下の通り。
- 同年10月13日 #602、10月20日 #603（福圓の風邪のため。進行は水樹が担当。）
- 2014年6月29日 #639、7月6日 #640（水樹の急性声帯炎のため。進行は福圓が担当。）

水樹か福圓のどちらかが休演し、かつ代役を立てなかった例は以下の通り。
- 同年12月7日 #662（水樹がインフルエンザ感染のため、福圓が1人で番組を進行。ただし、水樹は自宅から一部のコーナーを除いて電話出演。）
- 2016年5月29日 #739、6月6日 #740（福圓がのどの治療のため、水樹が1人で番組を進行。）
- 2022年5月8日 #1049（水樹の新型コロナウイルス感染のため。福圓が進行役となるも、のどの不調のため構成作家オンダがサポート役として出演。翌週の#1050は、スタジオ出演の福圓に加え自主隔離中の水樹がリモート出演とした。）
- 同年10月30日 #1074（福圓が体調不良のため、水樹が1人で番組を進行。）

水樹の産休期間中の対応は以下の通り。
- 2021年3月21日 #990（水樹の第一子出産直後のため、福圓が1人で番組を進行。水樹は冒頭のみリモート出演。水樹の産休期間中は、事前にストックする形の複数回収録による対応が続いていたが、出産発表後初放送となったこの回は急遽新録された。これに伴い、翌週の#991についても、オープニングとエンディングのみ福圓単独で再録したものに差し替えられた。）
- 同年4月4日 #992（福圓が急性腸炎に伴う入院のため休演、水樹が1人でリモート出演により番組を進行。なお、スタジオ収録としては番組初の両者休演となりスタジオ側にAD植木が詰める形とした。）

その後、#993と#994は、水樹はリモート出演、福圓はスタジオ出演で番組を進行し、水樹は#995に出産後初めてスタジオ復帰した。

## スペシャル放送など
- 2002年8月30日 #22 - 8月18日文化放送第5スタジオでの公開録音の模様。
- 2002年11月12日 #33 - 阪神優勝予想が外れ「水樹奈々 罰ゲーム・スペシャル」
- 2002年12月10日 #37 - 「LIVE ATTRACTION スペシャル」水樹奈々ライブ潜入レポートなどを放送。
- 2003年1月21日 #43 - 「ヘッド奈々、生誕23周年記念パーティー! 美里オンステージ」
- 2003年4月1日 #52.5 - ラジオ大阪のみの放送。公式に「第52.5次集会」とされている。
- 2003年4月3日 #53 - 1周年記念公開録音。東海ラジオ放送開始。
- 2003年9月18日 #77 - 放送77（奈々）回記念公開録音。東京ドーム（の外）。「77回思い出野球盤」。
- 2003年9月25日 #78 - 福圓ドッキリ企画。福圓の出演者契約満了発表と新アシスタントオーディションを行い、オーディションの結果再選される。
- 2004年1月15日 #94・1月22日 #95 - 「水樹奈々お誕生日パーリィ&パーリィ!」
- 2004年2月26日 #100 - 放送100回記念「みんなで焼肉パーリィ&パーリィ!」
- 2004年3月25日 #104 - 2周年記念公開録音 in 有明パナソニックセンター
- 2004年4月15日 #107・4月29日 #109 - 「春だ! スマギャンフリー過ぎマーケット! ありあわせでなんとかするぞ! スペシャル」。ありあわせのグッズをリスナープレゼント。当選者には生電話。
- 2004年6月3日 #114 - #109で「スマギャンの番組会議に出席できる権」に当選したリスナーが考えた30分。
- 2004年12月2日 #140 - 阪神が優勝を逃した罰ゲームで、水樹奈々が『(有)チェリーベル』で1日AD体験。
- 2005年1月6日 #145 - 福圓誕生日ドッキリ企画
- 2005年1月20日 #147 - 「ヘッド奈々生誕25周年記念パーリィ&パーリィ」
- 2005年5月5日 #162 - 福圓が番組本「シャッス3!!」DVDでのヘッド争奪戦で勝利したためヘッド就任（水樹は副ヘッド降格）しかしスマギャン偉人館の辛さで1回で副ヘッドに戻る。
- 2005年5月12日 #163 - 公開録音。めぐろパーシモンホール大ホール。
- 2005年11月3日 #188 - 「福圓美里セリーグ優勝予想外しちゃったよ記念 アフロの儀スペシャル」
- 2006年1月19日 #199 - 「ヘッド奈々生誕26周年記念パーティー」
- 2006年1月26日 #200 - 「スマギャン200回記念! あの頃は、ハーーッ!!」。過去の名シーン（多くは捏造）を2人が再現。
- 2007年11月29日 #296 - 水樹がライブリハーサルを行っているスタジオでの収録。
- 2007年12月27日 #300 - スマギャン300回記念罰ゲーム大会。
- 2009年11月15日 #398 - 早稲田大学公開録音「スマ大 in 早稲田祭」の模様。
- 2009年11月29日 #400 - スマギャン400回記念、「第301次集会から今日までの放送100回分を振り返っちゃうぞスペシャル」。年末の罰ゲーム企画に向けて#301から現在までの名場面をクイズで振り返った。同週には水樹のNHK紅白歌合戦初出場決定報告も行われ、二つの意味で記念すべき回となった。
- 2011年10月30日 #500 - スマギャン500回記念、全国水樹奈々クイズ選手権特別企画。
  - 水樹と番組が辿ってきた東京都内各所の思い出の地を回るスペシャルクイズロケ。水樹が上京後初めて住んだ地域の東小金井駅、母校の高校である堀越高校、スマイルギャング開始時に文化放送があった四谷の旧文化放送本社跡地、スマギャンで初の野外ロケを行い放送の約1カ月後に水樹のライブが行われる東京ドームの近辺を巡った。
- 2013年9月29日 #600・2013年10月6日 #601 - スマギャン600回記念企画。
  - 前編#600では事前の600回記念企画ツイート意識調査で5企画の中で最多得票42%を得た「シグマ・セブンに愛を込めて」企画のためシグマ・セブン本社での収録。途中社内で野島裕史、森優子と遭遇。
  - 後編#601では引き続きシグマ・セブン本社にて記念企画の以下の残り4件を展開。
    - 愛媛っていよいよ、えかろ - 水樹が過去に語った坊っちゃんスタジアムでのライブ実施の提案について事前に球場へ電話で直談判した上で、球場広報からの回答を紹介する。
    - そうだ、初心に帰ろう - 本番組第1回放送の冒頭を再現する。
    - スカイツリージャック/600円プレゼント - 終盤にて2企画を合わせて写真募集企画「東京スカイツリー ～奈々と団員と、時々美里～」が発表された。
- 2014年1月26日 #617 - 2014年1月19日有明コロシアムでの「NANA WINTER FESTA 2014」2日目に行われた公開録音の模様をダイジェスト放送。
- 2014年5月25日 #634 - 600回記念企画のひとつ「東京スカイツリー ～奈々と団員と、時々美里～」に関連し、東京スカイツリーでのロケ。
- 2015年1月4日 #666 - 文化放送メディアプラスホールにて、構成作家オンダユウの断髪式を実施。
  - 新年早々放送回数が666と悪魔の数字となることから厄祓い企画として実施。ホールに土俵を形作り大相撲のしきたりに沿って進行し、オンダの友人知人40名列席のもと、阿武松部屋の床山・床雄の手で8年がかりの長髪で大銀杏を結い福圓、友人知人、水樹の順でオンダの髪にハサミを入れた。また、中盤には切られた毛髪を用いて作った筆で水樹と福圓が書き初めを行った。
- 2015年8月30日 #700 - 放送700回記念。
  - 記念イベントとして「700回記念 スマギャン大運動会〜公開録音もあるよ〜」を発表し、その後スタジオ内で大運動会に向け弾みをつけるべく「スマギャン小運動会」として以下の3種目のゲームを実施。
  - 綱引き - 大量の缶詰の入った箱から交互に一つずつ缶を引いていき、先にツナ缶を引いた人が勝ち。
  - 玉入れ - ピンポン球を机にワンバウンドさせ、お玉でキャッチに成功するまでの回数の少なさを競う。
  - フォークダンス - ジェンガのブロックを指ではなくフォークで交互に1本ずつ抜いていき、崩した方が負け。「フォーク」で「段」を「す」っと抜くでフォークダンスとした。
- 2015年10月18日 #707 - 放送700回記念イベント「700回記念 スマギャン大運動会〜公開録音もあるよ〜」の公開録音部分の模様。
  - 奈々チーム・美里チームに分かれ観客とともに行った大運動会を振り返るトークを中心に展開。運動会で負けた福圓には罰ゲームポイント2ポイントが加算され、美里チーム観客とともに辱めの罰として『「ガチョーン」「アイーン」「コマネチ」を全身全霊本気で3連発』を行った。
- 2017年2月19日 #777 - 放送777回記念。前々週の放送でリスナーから募集した企画案の中から多くのリクエストが寄せられた以下の4企画を実施、各採用企画の同一案考案者の中から各企画ごとに抽選で1名ずつにスマギャンエンブレム7枚をプレゼントした。
  - ヘッド奈々私物プレゼント - 水樹私物のアンティークライトとロザリオをリスナープレゼントする。受付開始後777番目に到着したプレゼント応募メールを送ったリスナーに私物セットをプレゼントし、ニアピン賞として700-776番目に到着した応募メールの送信者にスマギャンエンブレム7枚組をプレゼント。制作局文化放送を初めとした7局同時放送にて23時40分頃に応募要項を発表・受付を開始。
  - スマギャンスリーセブン川柳 - スマギャンをテーマに、777回にちなみ7・7・7の音で川柳を詠み放送作家オンダが優秀作を判定。
  - スマギャンタイムカプセル - 第1000回放送に向けて、1000回時に開けるタイムカプセルに入れる手紙の内容を考えるトーク。
  - ヘッド奈々スタジオ生ライブ - 福圓のタンバリン、AD植木のリコーダーとボンゴ、放送作家オンダのマラカス、キングレコード野田スタッフのカスタネット、シグマ・セブン小曽根マネージャーのボイスパーカッションによる楽器経験のないスマギャンオールスターの伴奏で水樹が番組初のスタジオライブとして「絶対的幸福論」を歌唱。
  - このほか、放送作家オンダの自腹で前に「スマギャン」・後ろに「777」の刺繍が入った青色のオリジナルキャップが作られ、チームスマギャンメンバーに配られた[28][29][30]。また777回放送日に全国ツアー「LIVE ZIPANGU」札幌公演2日目を行っていた水樹はアンコールにてオリジナルキャップを着用して登壇している[31]。
  - 「ヘッド奈々私物プレゼント」については翌週放送での結果発表にて0時15分に777番目のメールが番組側に到達した事が報告され、九州朝日放送での遅れ放送に間に合わなかったことを謝罪した。振替企画として2017年4月9日 #784での「スマギャン、セブンダイス」にて九州朝日放送リスナー限定のプレゼント企画が行われた。
- 2017年7月30日 #800 - 放送800回記念。2004年の第100回記念企画で訪れた文化放送四谷旧本社近辺の焼肉店「山星 四谷本店」にて番組スタッフ・三嶋章夫プロデューサー含むキングレコードスタッフとともに暑気払いの飲み会を兼ねた祝賀会ロケを実施。
  - 前半は100回記念時に撮った水樹・福圓の写真付きサイン色紙を、800回放送収録中に店内でポラロイド撮影した写真を添えた最新の物に店員との交渉のうえ張り替える様子、後半は「食レポ王にお手本を見せてもらおう！」と銘打って水樹が駄目っぷりを見せるべく厚切りタン、過去に「スマギャンセブンダイス」にて食レポ王の称号が与えられた福圓がもやしナムルを食べてのグルメレポートに挑戦した。ロケ中の一部の様子は日本テレビ「NEWS ZERO」2017年8月4日深夜放送での「FROM ZERO」コーナーの水樹奈々特集内で放送された[32]。
- 2019年4月7日 #888 - 放送888回記念、拍手を多く挟みつつアッパーな雰囲気で進行を行う。
- 2019年6月30日 #900 - 放送900回記念。水樹の歌手としての所属事務所で番組スポンサーでもあるキング・アミューズメント・クリエイティブ本部での収録。
  - 水樹のプロデューサーである三嶋章夫本部長を含むロケ中にオフィスに居たKACスタッフに取材をするとともに、スタッフから提供されたキングレコードノベルティ5組（KACキャラクターきんくりんクリアファイル5枚セット、KING SUPER LIVE 2018クリアファイル2枚セット、きんくりんステッカー6枚セット、きんくりんぬいぐるみチャーム1個、三嶋章夫提供水樹奈々「supersonic girl」宣伝チラシ1枚）を各1名ずつリスナープレゼントとして提供した。合言葉としてキングレコードに因み「私が王様気分になった時」のテーマメッセージを記入しての応募を受け付け、7月14日 #902での「スマギャン900回記念プレゼント大抽選会」にて水樹の手でメッセージを引いての抽選を行い合言葉として記入したテーマメッセージとともに当選者を発表した。
- 2021年5月23日 #999 - 放送1000回記念前夜祭。
  - 1000回記念企画案から時間の都合で不採用となった企画を行う形で「2000回の時に世界はどうなっているのか予想対決」を実施。放送2000回を迎える予定となっている2040年[33]の未来予想項目を実現ならYES・未実現ならNOと答え全7項目予想し、2000回を迎えた際的中数の少ない方に2040年度の罰ゲームポイントを1ポイント加算するとした。
- 2021年5月30日 #1000 - 放送1000回記念。
  - 水樹・福圓双方が三角帽をかぶり収録に臨みスタジオには駄菓子詰め合わせを置いて進行、前半は「数字で振り返るスマギャン1000回」としてこれまでの罰ゲーム回数やメインコーナー企画数などの数字をもとに番組の歴史を振り返るトークと、文化放送の最長寿番組「朝の小鳥」を引き合いに出し、同番組の推定放送回数約3500回 [34]を目指す意気込みのトークを展開。後半では「今後のスマギャンでやってほしいこと」としてリスナーから寄せられた今後の企画アイデアの紹介と翌週から期間限定でのリスナー考案企画実施の案内、「スマギャンタイムカプセル開封」で放送777回記念時に書かれた水樹・福圓それぞれの未来の自分への手紙を紹介した。
- 2021年6月6日 #1001～7月18日 #1008 - 放送1000回記念後夜祭。三角帽の使用を続けつつ1000回時で紹介された物を含むリスナー考案の企画案を実施。1000回時紹介されたアイデアの「かかってこーい」「スマギャン検定」「美里のウエディング大作戦」について#1001にて募集要項を紹介。
  - かかってこーい - リスナーから水樹・福圓に挑戦してもらいたい自身の特技のメッセージを紹介し、スタジオ内で挑戦する。挑戦してもらう特技についてはスタジオ内で低予算で可能なものとする。7月11日 #1006にて放送。
  - スマギャン検定 - リスナーから寄せられた番組の過去の内容をテーマとしたクイズに解答しながら歴史を振り返るトークを展開する。問題は500回までの「昔」と501回以降の「ちょっと前」の年代にそれぞれ簡単・難しいの難易度2段階を設定した計4種のカテゴリから選んで出題。6月20日 #1003・7月4日 #1005にて放送。
  - 美里のウエディング大作戦 - 独身の福圓が結婚相手の条件を発表し、結婚を希望するリスナーから自己PRメッセージを募集するお見合い企画。#1001にて「25～50歳・働いている・東京在住もしくは移住できる・家族との同居不可・くまみ（愛用のダッフィーぬいぐるみ）と仲良く会話できる・芝居の期間中にメンタルがおかしくなることを受け入れられる・嫌いな食べ物がなくパクチーも食べられる・ギャンブルをしない・体毛は中程度・身長175cm体重75kg体脂肪率12%程度・汗をかく量は少なめ・店員に高圧的な態度を取らない・離婚歴はバツ2まで・ユーモアセンスはなくてもいいがコミュニケーション能力がある・金銭感覚が一般的・映画を見る前にポップコーンを食べきる・好きな映画はアクション以外」と結婚条件を発表し、6月27日 #1004にて応募総数19名の結果と美里が応募書類を閲覧しての感想を述べた後、書類選考通過者は無しとして結婚・交際へのためらいを述べ締めくくった。
  - 新キャラクターを生み出してみよう! - 過去の「オサバキーナ」「スマカラちゃん」等に続く新たなオリジナルキャラクターを開拓すべく4種のカード抽選に則り即興でキャラクターを考え会話を演じる。水樹・福圓それぞれが本体と性別・年齢層・特徴のカードを引いて相手の引いた抽選結果を演じることとし、水樹が会話テーマのカードを引いた後会話を行い双方限界と感じて手を挙げると終了し次の抽選・演技に移った。6月13日 #1002にて放送。
  - 7連想ゲーム - 1〜7の数字に因んだお題が書かれたカード（例題 地球上に6つ存在する物 正答：大陸、7桁の物 正答：郵便番号・口座番号）を水樹・福圓が1枚出し交互に出題し、相手が10秒以内に回答する。7月18日 #1008にて放送。
  - スマギャンタイムカプセル - 第1500回放送に向け、1500回時に開封する未来の自分への手紙と1500回を迎える予定の2031年[35]までの未来予想年表を番組収録後に書くとして、未来へ向けての思いを語る。7月18日 #1008にて放送。
- 2023年4月30日 #1100 - 放送1100回記念、新メインコーナー「スマギャン帯きぶん」を開始。また構成作家オンダユウの入籍も発表された。
- 2023年7月16日 #1111 - 放送1111回記念、21年間の功績を称えるとともにこれまでの労をねぎらう特別企画「誰からのプレゼントか当てましょう」を実施。番組スタッフ4名がそれぞれ予算1111円以内で「イチ」がつく物を買い、プレゼントと購入者の組み合わせを全て当てると全て持ち帰ることができるが1つでも不正解だとお預けとなる。購入者はプロデューサーマツバラとディレクター田所健太郎と構成作家オンダユウとADフルカワ、プレゼントは翠江堂いちご大福4個（1000円）と伊藤園一番摘み緑茶きわめ（918円）とマルベル堂森進一・美川憲一・千葉真一ブロマイド（1105円）とセクシーくノ一コスプレ衣装（1040円）の選択肢で温情ルールとして一回だけプレゼントと購入者を指定し「これは◯◯さんのプレゼントですか」と聞いて購入者と予想した相手から◯×で正否を聞く事が出来るルールとした。正解は大福がマツバラ、緑茶がフルカワ、ブロマイドが田所、くノ一衣装がオンダとなりいちご大福について温情ルールで正解を確認した後水樹・福圓は全問正解を果たした。その後翌週放送で水樹・福圓両者がいちご大福を食べ、水樹が緑茶と森進一ブロマイド、福圓が美川憲一・千葉真一ブロマイドを持ち帰った事が報告され、くノ一衣装は8月13日 #1115で出題・10月1日 #1122で紹介の「スペシャル募集メール」にて「日常でイラッとする瞬間」のテーマでのMVM受賞者にエンブレムステッカー2枚と合わせプレゼントされた。
- 2023年11月26日 #1130 - 「スマギャン帯きぶん」の一環でレポーターとしての技量を測るべく新橋のアンテナショップ「香川・愛媛せとうち旬彩館」店内でロケを実施。またロケ収録時に訪れた店内のレストラン「かおりひめ」にて番組スタッフ・出演者による飲み会がロケ後に行われたことがエンディングで語られた。
- 2024年7月21日 #1164～8月4日 #1166 - 「真夏のゲスト祭り」として3週連続でゲスト出演を展開、第1週に堀江由衣・第2週に上坂すみれ・第3週に岡咲美保を迎えた。
- 2025年3月30日 #1200 - 放送1200回記念、「1200回記念新エンブレム大プレゼント」として3月31日正午を起点に100・200・300・400・500・600番目のメール送付者に1枚、7番目の送付者に3枚、77番目の送付者に5枚、700番目の送付者に10枚、777番目の送付者に20枚の番組ステッカー「スマギャンエンブレム」の新デザインタイプをプレゼントするとした。また新メイン企画「スマギャン玉手箱」の開始と第1回の予告文の抽選、罰ゲームポイント対決のプロ野球優勝予想と3月期のサイコロ対決を実施。

## イベント
- 2003年10月5日 東京スーパーサーキット卓球場 『スマギャン卓球大会』
- 2003年10月12日 秋葉原ラオックス・アソビットシティ 『福圓美里 スマして・ギャフン』（裏スマギャン）

『(有)チェリーベル』とのコラボレーションイベント
- 2009年11月7日 早稲田大学早稲田キャンパス15号館402教室 『スマ大 in 早稲田祭』

早稲田アニメ愛好会 とのコラボレーションイベント
- 2015年10月6日 後楽園ホール『700回記念 スマギャン大運動会〜公開録音もあるよ〜』

番組放送700回を記念した団員リスナー700名を無料招待しての運動会イベントと番組公開録音。運動会の模様は水樹のライブ映像作品「NANA MIZUKI LIVE ADVENTURE」の特典映像として収録された。2015年9月1日から4日にモバイルサイト応募フォームを通じて参加リスナーを募集したが、その後9月7日の当選通知メール発送の際に360名分の当選通知メールに他の当選者1名の名前・住所が記載されたまま誤送信され個人情報が流出する不祥事が発生した。
- 2025年9月21日予定 大宮ソニックシティ大ホール『集まれ! 1!2!3!4!（イチ!ニ!サン!ヨン!） スマギャン祭り!!』[37][38]

番組放送1200回を記念し1234回に向けての前祝いを兼ねる形で、「祭り」をテーマに番組の歴史を振り返るランキングや観客を交え会場一体で楽しむ企画、水樹のミニライブなどを交えた昼夜2部構成の有料イベント。2025年6月22日放送 #1212にて開催を発表しチケットは一般販売に先駆け6月23日から30日に水樹奈々ファンクラブ「S.C.NANA NET」で最速先行抽選、7月6日放送 #1214にて番組先行抽選のキーワードを案内し7日から13日に申込を受け付けた。

## 関連商品・ノベルティ

### 番組本『シャッス!!』
いずれもイーエス・エンターテインメントより発売。
|   | タイトル                                         | ISBN/規格品番 | 備考        |
| - | ------------------------------------------------ | ------------- | ----------- |
| 1 | 水樹奈々 スマイルギャング 1周年記念! シャッス!!  | 4-89601-653-X | CD付き書籍  |
| 2 | 水樹奈々 スマイルギャング 2周年記念! シャッス2!! | 4-89601-688-2 | CD付き書籍  |
| 3 | 水樹奈々 スマイルギャング 3周年記念! シャッス3!! | ESDV-0502     | 書籍付きDVD |
| 4 | 水樹奈々 スマイルギャング 4周年記念! シャッス4!! | ESDV-0602     | 書籍付きDVD |
| 5 | 水樹奈々 スマイルギャング 5周年記念! シャッスF!! | ESDV-0703     | 書籍付きDVD |

### ドラマCD
- BUDDY♥PARTY!
  - BUDDY♥PARTY! Part4 2nd SEASON vol.1（2002年8月21日、PCCG-90005）
  - BUDDY♥PARTY! Part5 2nd SEASON vol.2（2002年11月20日、PCCG-90006）
  - BUDDY♥PARTY! Part6 2nd SEASON vol.3（2002年12月18日、PCCG-90007）

- Memories Off
  - Memories Off Conzert OP.1（2002年10月25日、PICA-7053）
  - Memories Off Conzert OP.2（2002年11月22日、PICA-7054）

- JUNK FORCE
  - VOL.1（2003年1月22日、KICA-1282）
  - VOL.2（2003年2月26日、KICA-1285）
- 真・女神転生III NOCTURNE ドラマCD（2003年4月23日、KICA-1289）
  - キャスト：水島大宙、千葉進歩、水樹奈々、鳥海浩輔、永島由子、辻谷耕史、福圓美里、大津田裕美（子供 役）、丸山裕子（老婆 役）
- ドラマCD カオス レギオン（2003年4月23日、KICA-1292）
- シチュエーションドラマ BLUE BLACK BLUES（2003年6月6日、ESCD-0301）
  - キャスト：子安武人、高橋広樹

### スペシャルCD
- Vision of The Songs featuring "MAGIC ATTRACTION"（2002年11月23日、ESCD-20001）- 番組コーナーのCD化

### 福圓美里関連商品
- プロテイン美里（ESCS-0303）- 福圓が番組中で歌った自作の歌を収録。
- 福圓美里 スマして・ギャフン special edition（ESCS-0308）- 福圓のイベントの模様を収録。

### ゲーム
- 世界初!ミッションゲーム ヒーロー☆コネクション オサバキーナ登場 - 携帯電話ゲーム（ITCネットワーク提供）

#### 解決！オサバキーナ
ドラマCD
- 解決！オサバキーナ（2003年6月27日、イーエス・エンターテインメイト / ESCD-0302）

音楽CD
- 解決！オサバキーナ オリジナルサントラアルバム（2004年8月25日）

ゲーム
『解決！オサバキーナ』は、2004年7月29日に発売された、PlayStation 2用の恋愛アドベンチャーゲーム。
挿入歌「真実を見つめて」
- 歌：オサバキーナ（水樹奈々）

登場人物
- 大沢木奈枝 / オサバキーナ（声：水樹奈々）
  - 本作の主人公。

### スマギャンエンブレム
2014年4月よりプレゼントとして配布されている拳銃や銃弾をモチーフに入れた番組ロゴを中心にメールアドレスを併記したステッカー。当初は黒を基調色にし、その後2015年の700回以降は青を基調色としたバージョンに変更、2025年3月の1200回記念より赤を基調とした物となっている。